# Podvozek (železnice)
Podvozek u běžného kolejového vozidla je část pojezdu opatřená dvojkolím(-i), která je pohyblivě spojená s rámem nebo samonosnou skříní vozidla. V naprosté většině případů je vůči rámu nebo skříni vozidla otočný kolem svislé osy. Použití podvozků umožňuje pro zadaný poloměr oblouku stavbu delších vozidel, než při použití rámových pojezdů. Dvoustupňové vypružení, pokud je použito, zvyšuje komfort jízdy.
Ideální podvozek by měl zajistit klidný chod vozidla až do maximální rychlosti a mezního opotřebení částí podvozku i koleje, měl by zajistit bezproblémový průjezd obloukem při minimálním opotřebení kol i kolejnic, měl by být co nejlehčí, aby poměr nosnosti (obsaditelnosti) vozidla a vlastní hmotnosti byl co nejvyšší, především u vozidel pro osobní dopravu by měl mít vypružení co nejměkčí a zároveň udržovat podlahu vozidla v konstantní výšce bez ohledu na obsazenost, výška podvozku by měla být minimální a zároveň by měly být i minimální kontaktní tlaky ve styku kolej – kolo a k tomu by měl být ještě jednoduchý a levný. Splnění všech těchto požadavků zároveň je obtížné, ne-li nemožné a tak vznikají podvozky, jejichž konstrukce je kompromisem mezi ideálním splněním těch požadavků, které jsou dány typem vozidla a ostatními požadavky, které je nutné dodržet alespoň v určitých mezích daných předpisy, normami a ekonomickými parametry.

## Části podvozků
K základním částem podvozku patří rám, dvojkolí včetně vedení a ložiskových skříní, vypružení, kolébka a brzdová výstroj.

### Rám
Rám je základní díl podvozku. Podle technologie výroby rozlišujeme rámy nýtované, svařované, odlévané nebo vyrobené kombinací těchto technologií.[zdroj?] Podle tvaru rámy uzavřené (obdélníkové) nebo otevřené (H nebo dvojité H). Podle umístění podélníků vůči kolům dělíme rámy na vnější a vnitřní. Podle tuhosti konstrukce dělíme rámy na tuhé a kloubové.

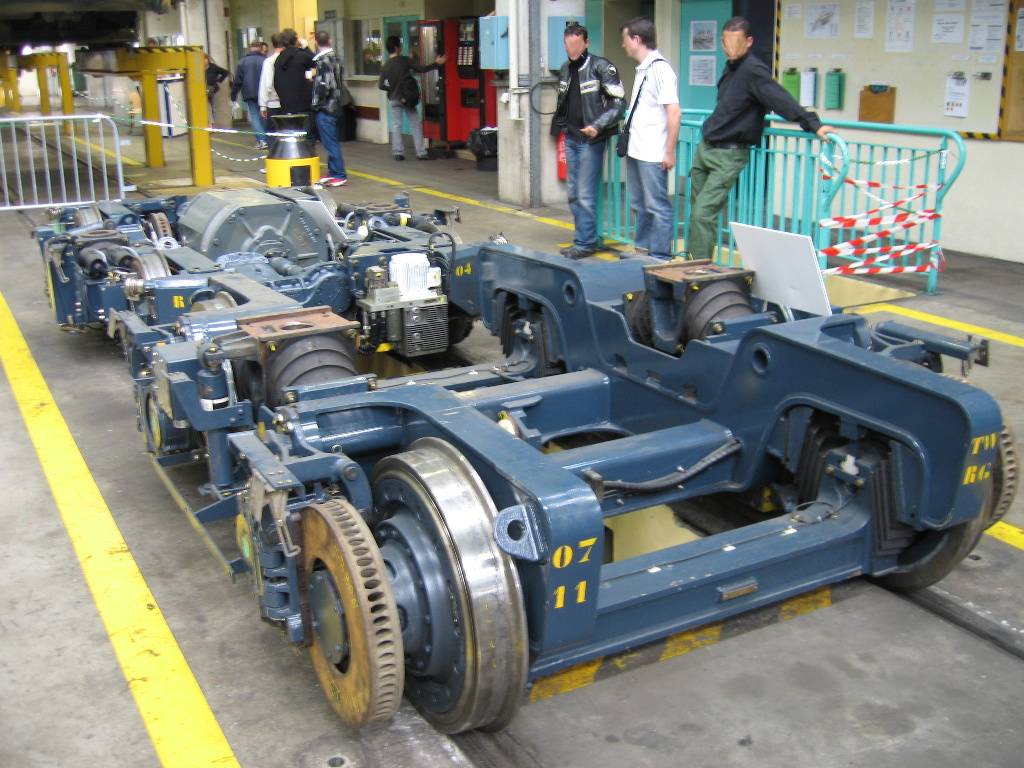
Vnitřní rám
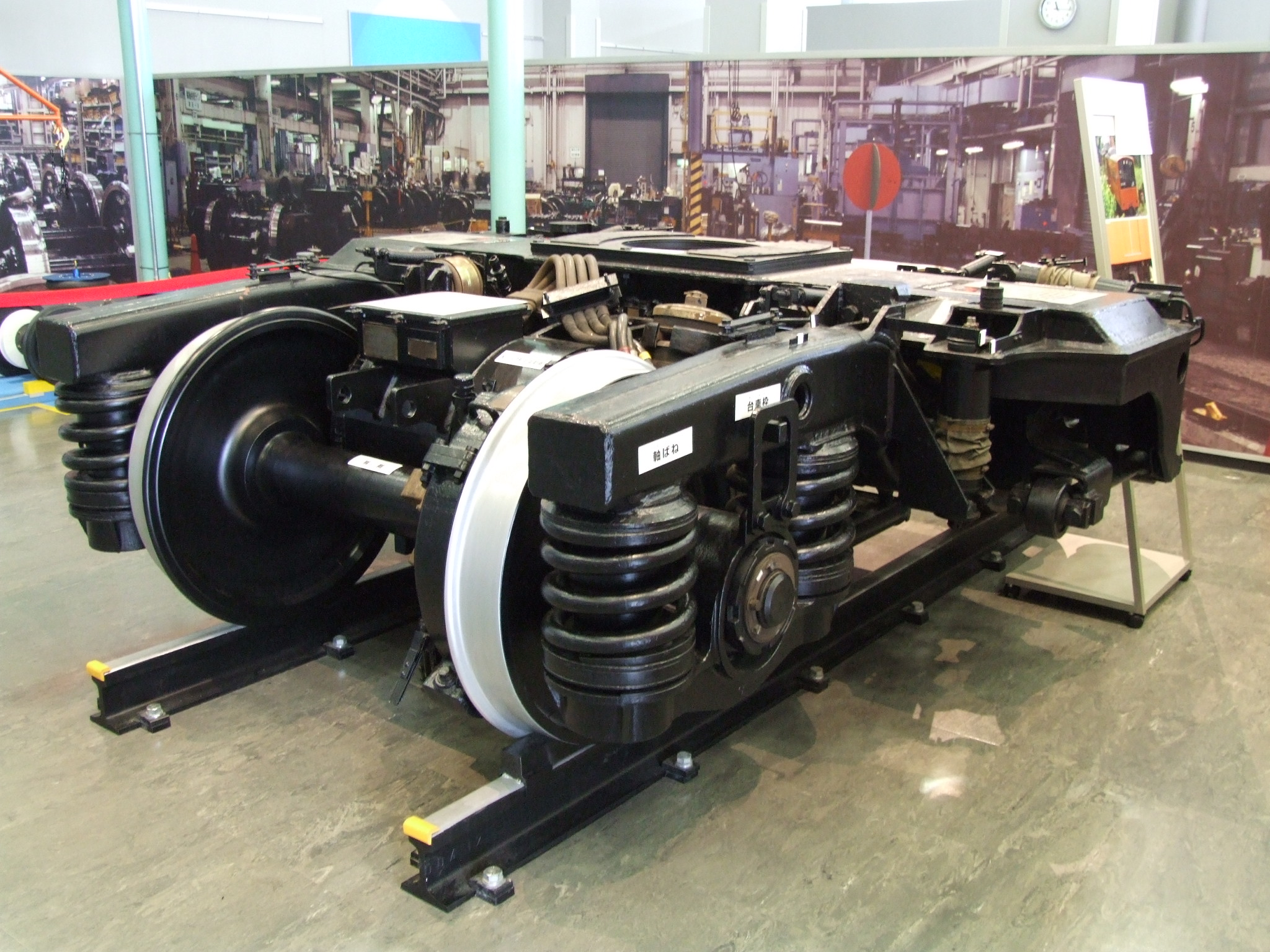
Vnější rám

### Dvojkolí
Dvojkolí mohou být s obručovými koly s plnými kotouči nebo paprskovými, obvyklejší jsou, zejména u vozů, kola monobloková. Nejobvyklejší jsou podvozky dvounápravové, méně často se vyskytují jedno- a třínápravové. Jiný počet náprav je spíše výjimečný.

### Ložiska
Nápravová ložiska se dělí na dva základní druhy – kluzná a valivá. Valivá ložiska se obvykle používají válečková, kuželíková nebo soudečková, jednořadá nebo dvouřadá. Nejnovějším trendem je používání uzavřených ložiskových jednotek, často s integrovanými teplotními nebo otáčkovými čidly.

### Vedení dvojkolí
Z hlediska tuhosti se zpravidla rozlišuje vedení dvojkolí na
- tuhé, které neumožňuje ani malé natočení dvojkolí vůči podélné ose podvozku – např. u Y25, Minden-Deutz, GP200

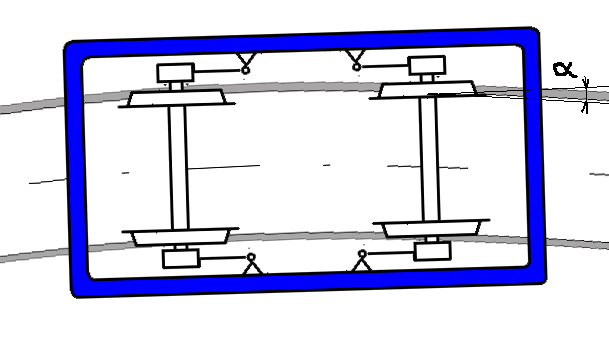
Principiální schema tuhého vedení. Znázorněn je úhel náběhu α, viz též Heumannova metoda

- částečně poddajné, které umožňuje alespoň částečné natočení dvojkolí k radiální poloze
- umožňující radiální postavení dvojkolí v oblouku (vedení v příčném směru není znázorněno):

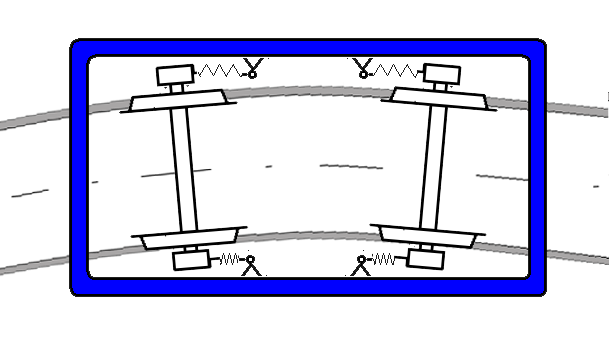
Samočinně radiálně stavitelná dvojkolí volná
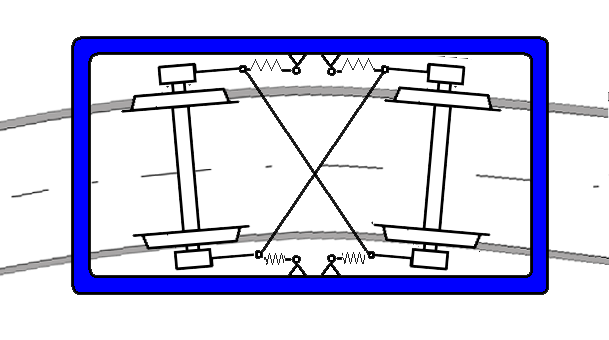
Samočinně radiálně stavitelná dvojkolí s křížovou vazbou
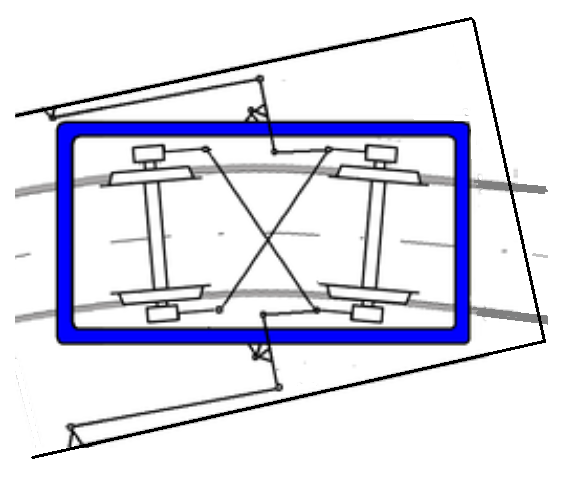
Nuceně stavěná dvojkolí
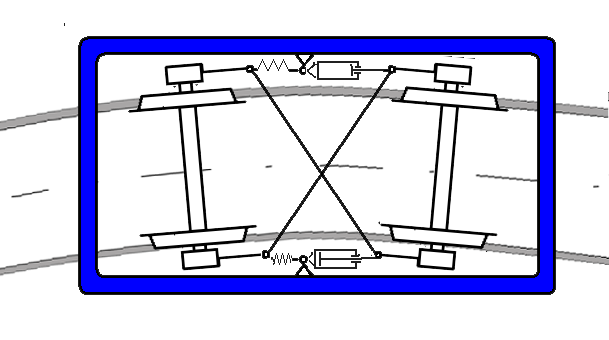
Řízeně stavěná dvojkolí [zdroj?]

Poznámka: jedná se o principiální schémata. Konkrétní provedení na vozidle se může lišit, a to i značně – viz např. provedení křížové vazby podvozku VT 612 na obrázku níže.
Příklady v praxi:

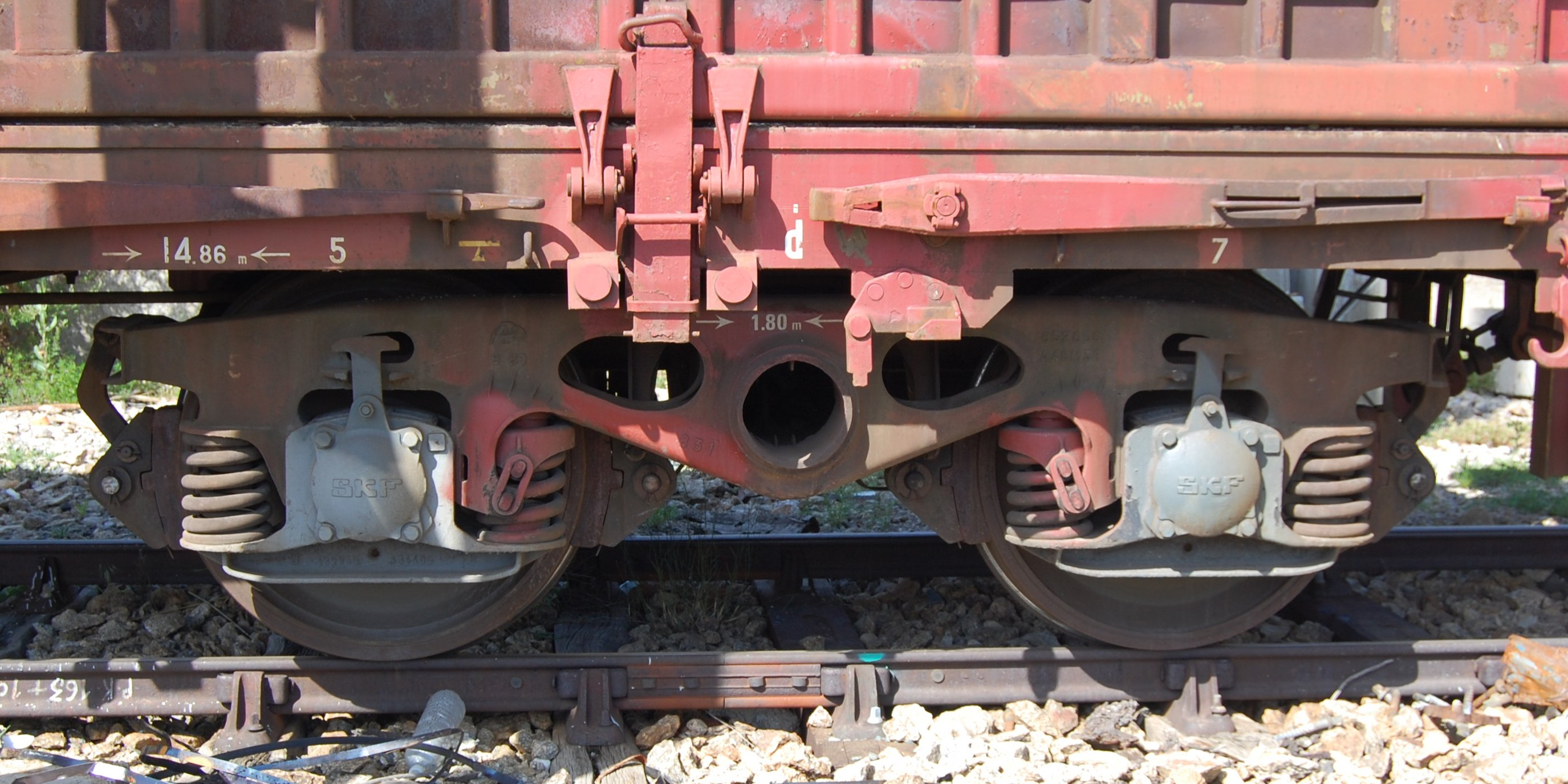
Podvozek Y25 s tuhým vedením dvojkolí
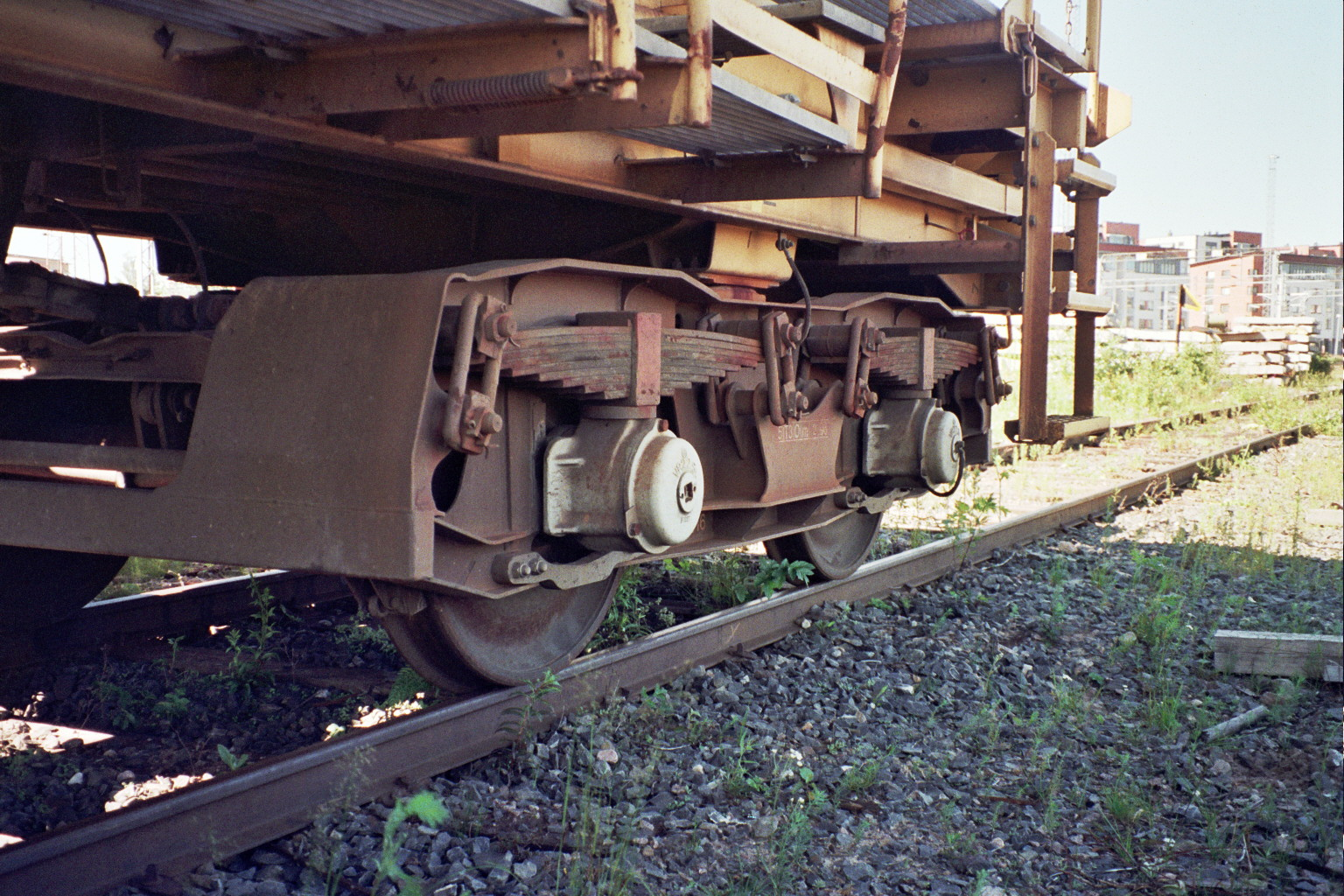
Vůle v rozsochách umožňují alespoň částečné natočení dvojkolí - podvozek DB
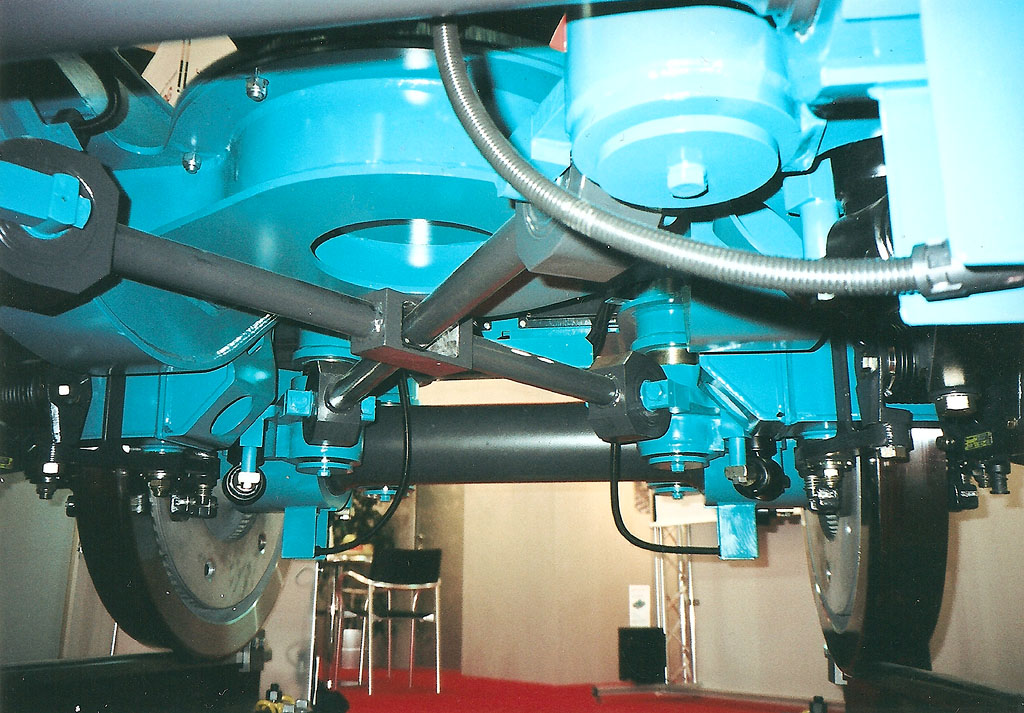
Křížová vazba, samočinně stavitelná dvojkolí - podvozek LEILA
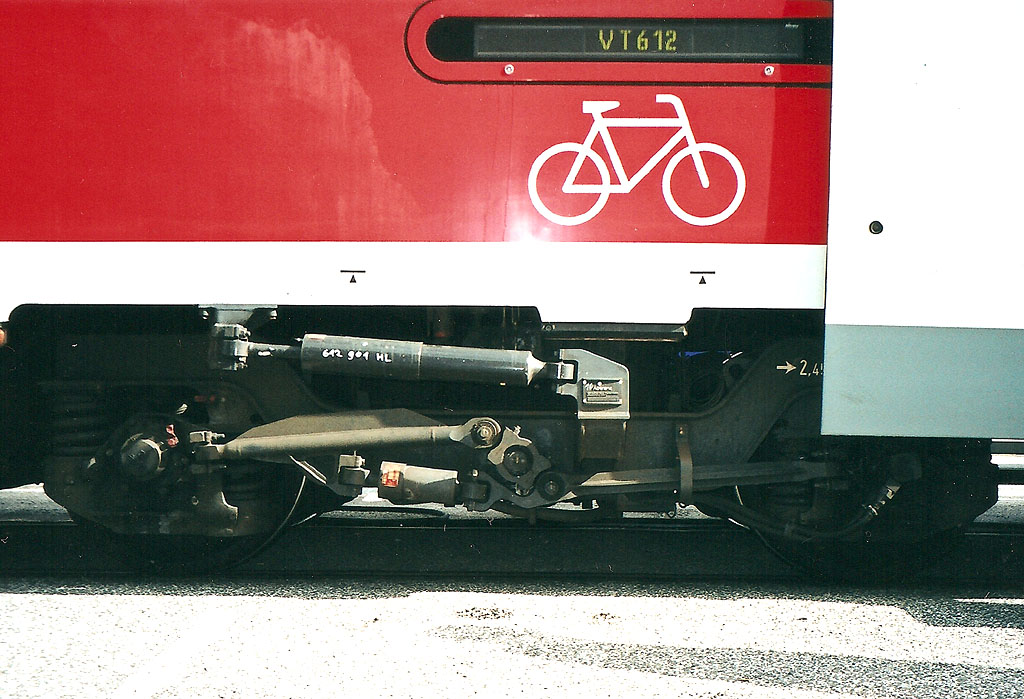
Křížová vazba provedená kloubovým mechanismem u jednotky ř. 612 DB

Z hlediska konstrukce se vedení dvojkolí dělí historicky na dvě základní skupiny: starší rozsochové a novější bezrozsochové. Druhá skupina obsahuje řadu principiálně zcela odlišných typů.

#### Rozsochové vedení
Nejstarší vedení dvojkolí je rozsochové – ložisková skříň se ve svislém směru pohybuje mezi dvěma deskami, rozsochami. Zatímco rozsochy v původním pojetí u rámového pojezdu (dvounápravového vozidla) jsou často v příčném směru pružně poddajné (plochého tvaru), u rozsoch podvozků tomu tak obvykle není.
Rozsochové vedení je vhodné spíše pro nižší rychlosti, podléhá opotřebení a při požadavku na vyšší rychlosti vyžaduje sledování vůlí a včasnou výměnu kluzných částí, jinak dochází k nestabilnímu chodu vozidla. Toto vedení je v Česku použito na podvozcích řady 26.2 a na pensylvánských podvozcích osobních vozů a elektrických jednotek ř. 451, 452.
Modifikované rozsochové vedení je použito i u současných nákladních podvozků řady Y25. Podélná vůle ve vedení ložiskové skříně je však vyčerpána mechanismem třecího tlumiče kmitů (systém Lenoir) a natáčení dvojkolí je tím zamezeno.

#### Bezrozsochové vedení
Bezrozsochové vedení je velmi široký pojem. Rozlišujeme následující druhy (s uvedením některého typu vozidla nebo podvozku, na kterém je v ČR použito):
- kývačkové – 749, 754, 071, 971
- ojničkové se dvěma ojničkami (Alsthom)– 230, 242, 831
- ojničkové s jednou ojničkou – 471
- trnové – podvozky Görlitz V, Görlitz V/Dunakeszi, podvozky VÚKV
- ocelovými pásy – podvozky Minden-Deutz na vozech DB, FS, SJ a dalších, původně též na vozech metra
- laminátovými pásy – podvozky Görlitz VI (patrové vozy), GP 200
- pryžovými profily – 110, 111, podvozky vozů Balm

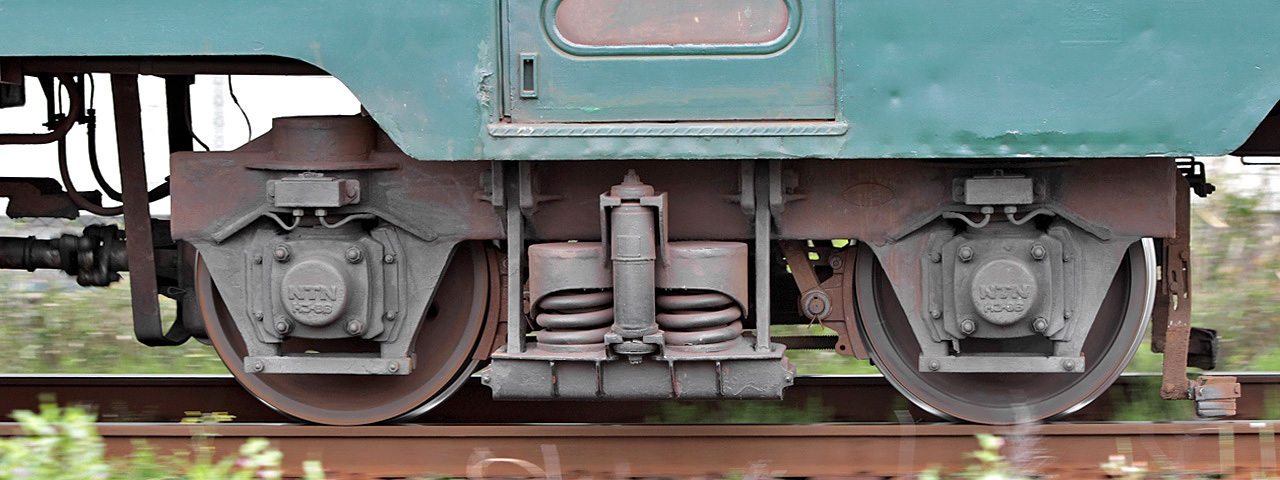
Rozsochové vedení
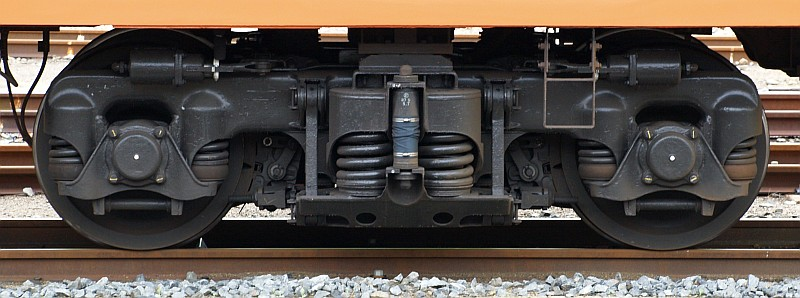
Rozsochové vedení modernější
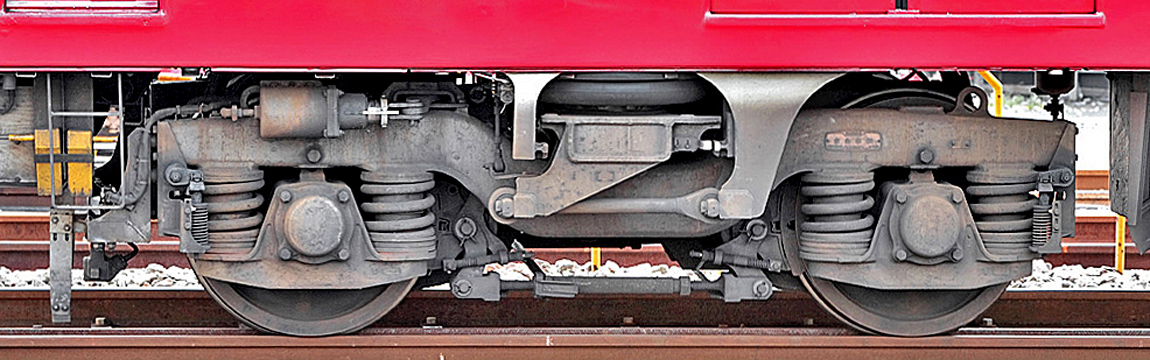
Vedení trny
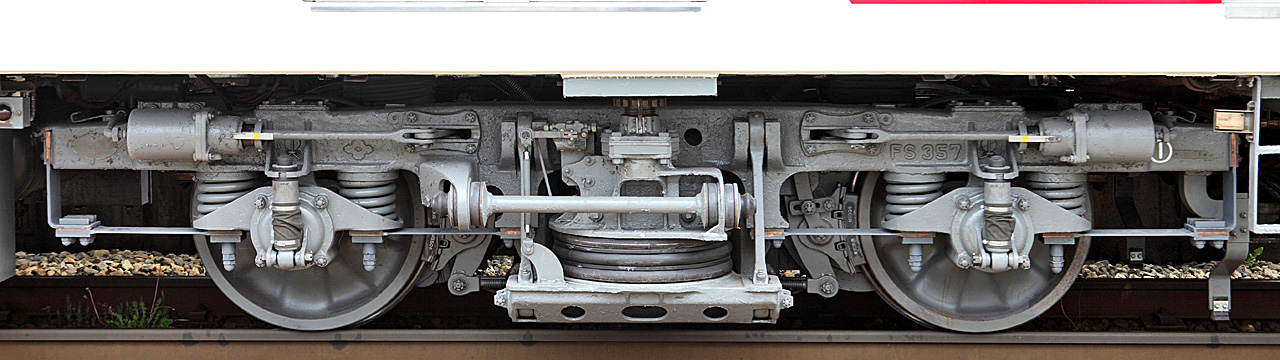
Vedení ocelovými pásy (Minden-Deutz)
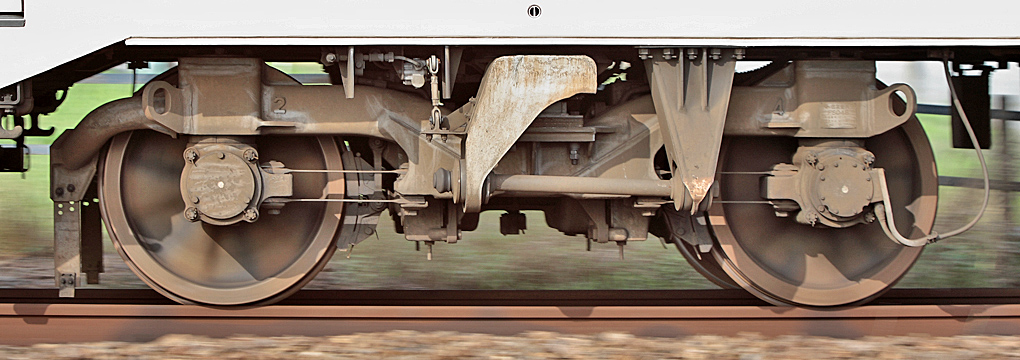
Vedení rovnoběžnými ocelovými pásy
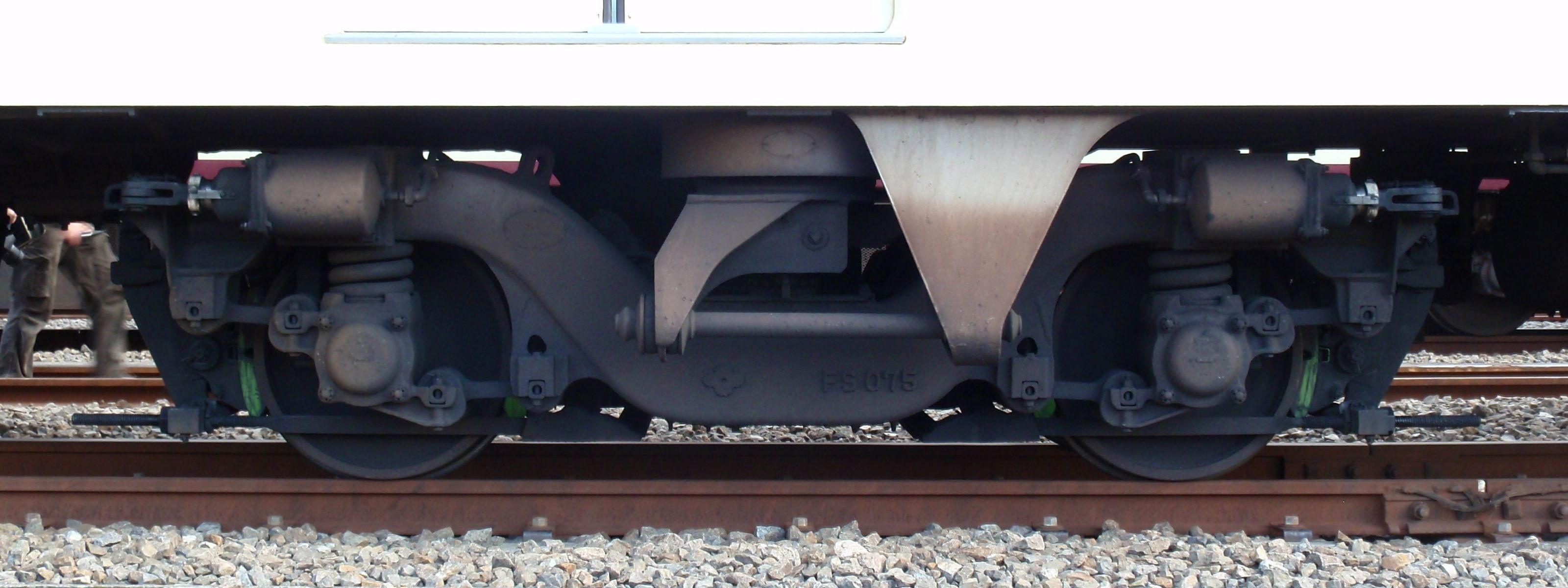
Vedení ojničkami Alsthom
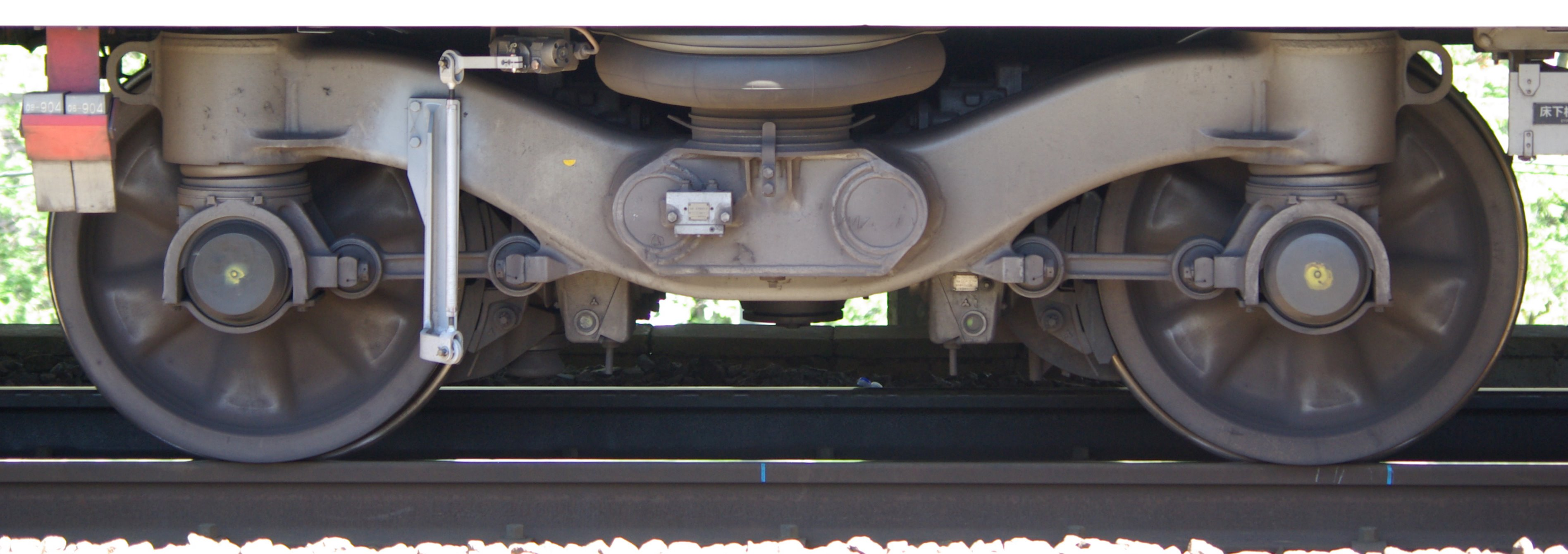
Vedení jednou ojnicí
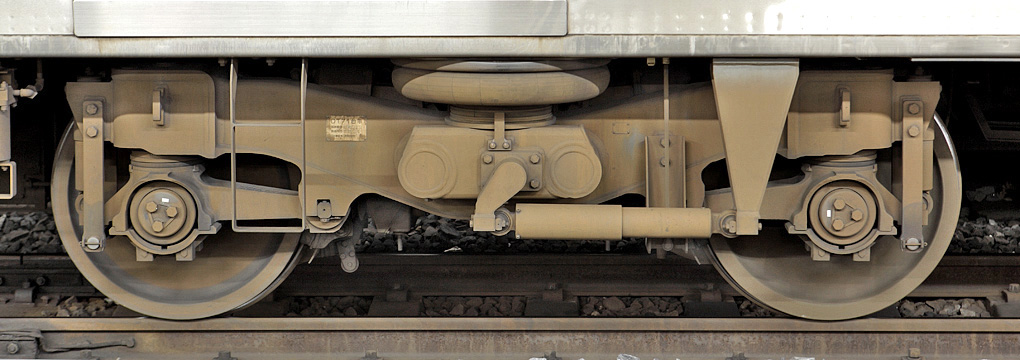
Vedení kývačkami
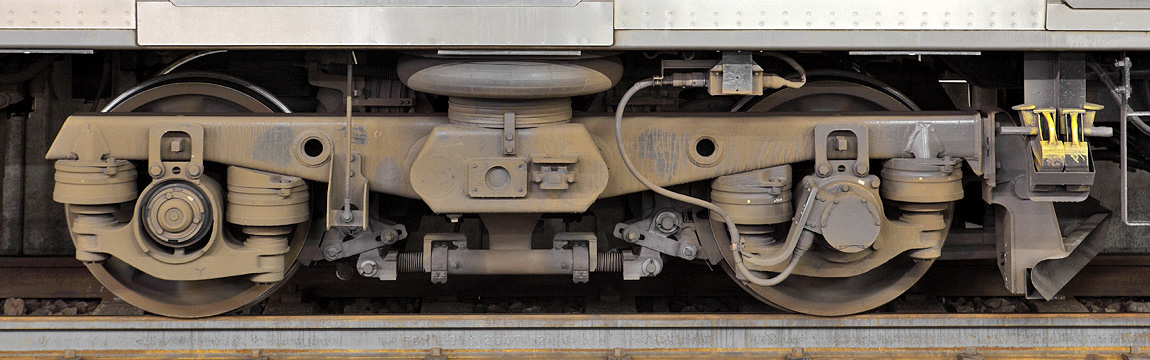
Vedení a zároveň vypružení pryžokovovými prvky rotačního tvaru
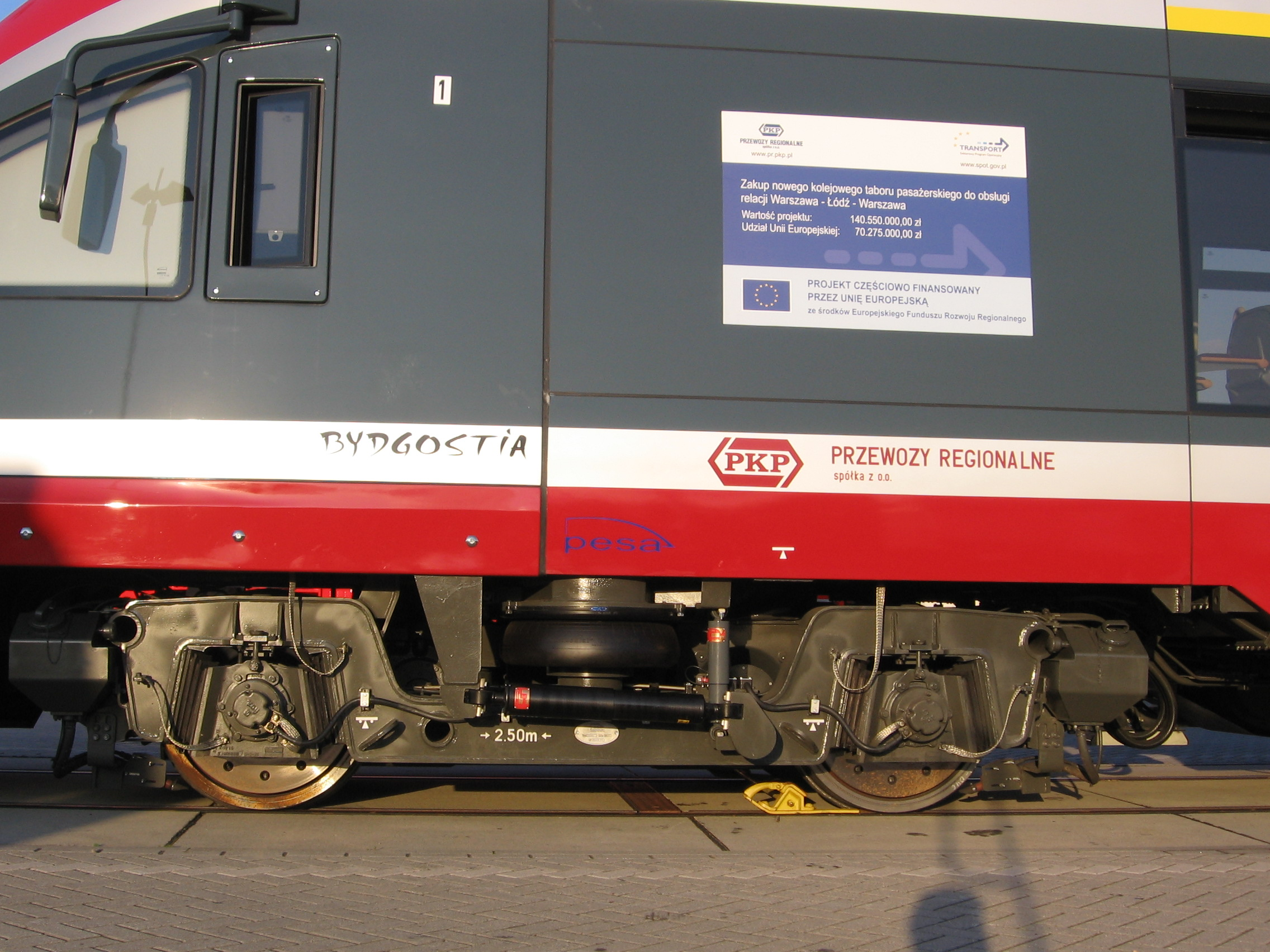
Vedení a vypružení plochými pryžokovovými prvky tvaru rozevřeného V (Meggi)

### Vypružení
Vypružení se dělí na primární (mezi dvojkolím a rámem podvozku) a sekundární (mezi rámem podvozku a skříní/rámem vozidla). Některé podvozky mají pouze jednostupňové vypružení, ať už primární – 26.2, Y 25, nebo sekundární – Diamond, Bettendorf. Primitivní konstrukce na úzkokolejných drážkách se někdy obejdou bez vypružení zcela. Ve vypružení mohou být použity následující typy pružin a pružnic:
- listové pružnice
- parabolické pružnice
- torzní tyče
- vinuté pružiny
- pryžokovové prvky
- pneumatické pružiny vlnovcové nebo membránové

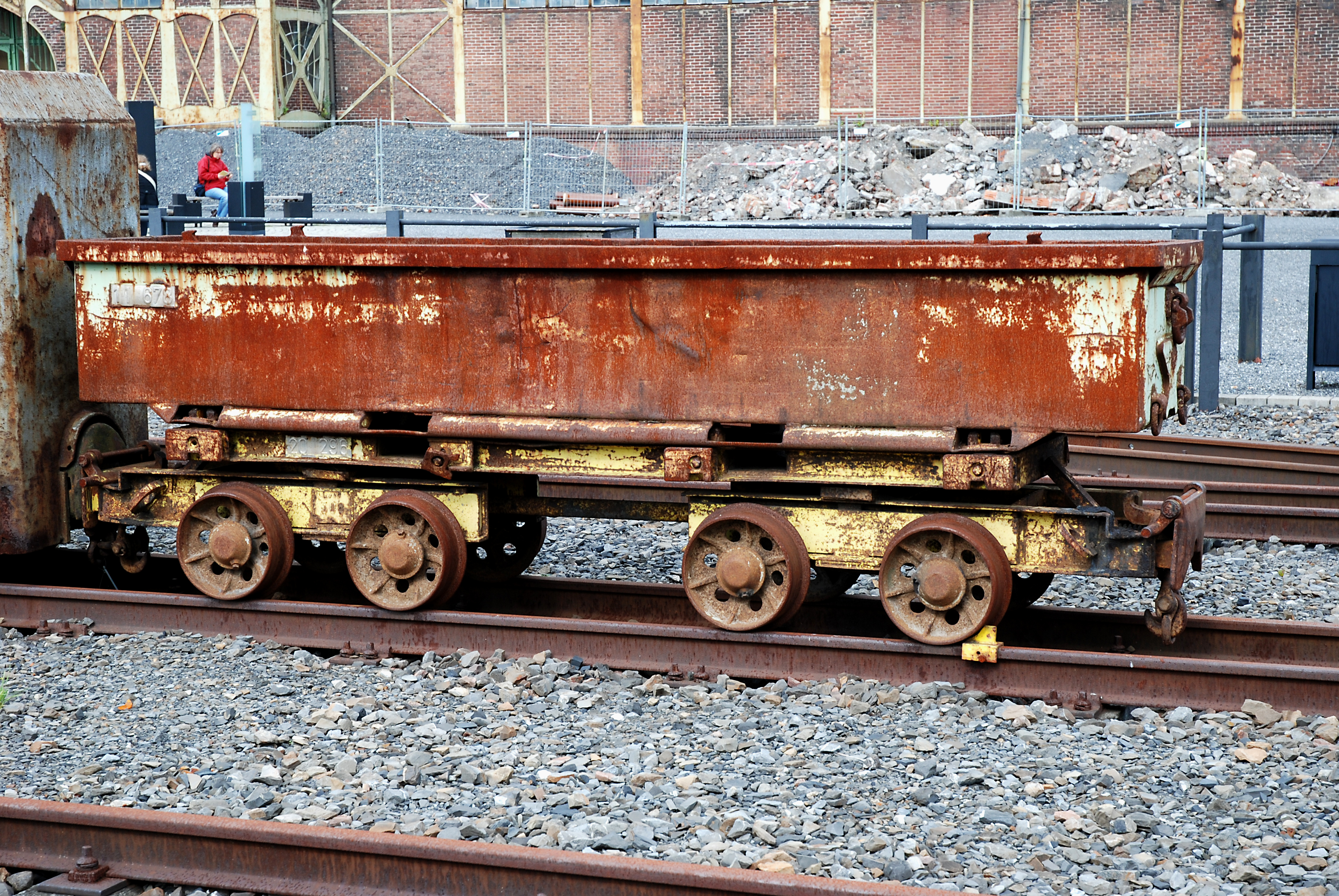
Podvozky zcela bez vypružení
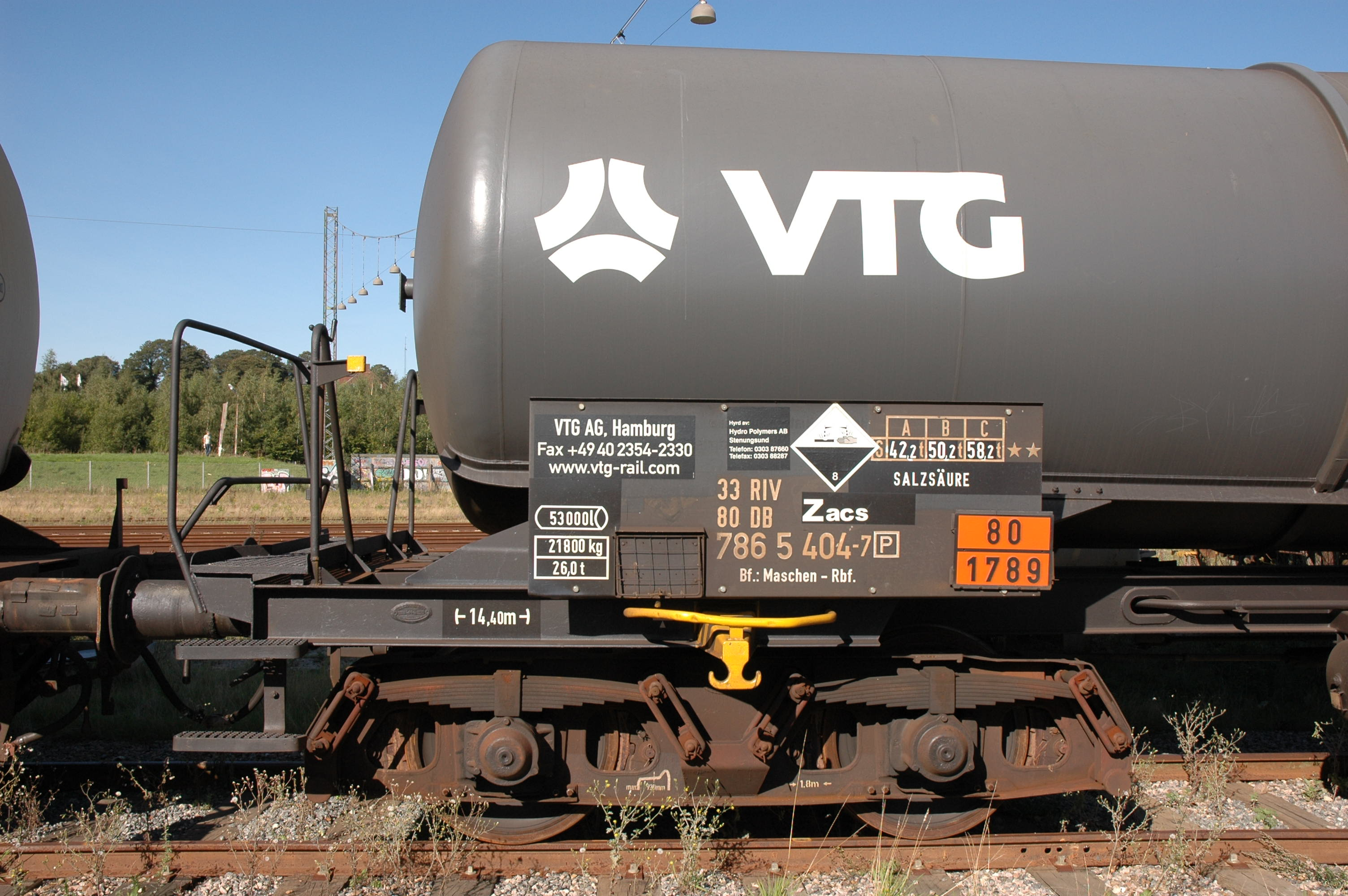
Podvozek pouze s primárním vypružením listovými pružnicemi
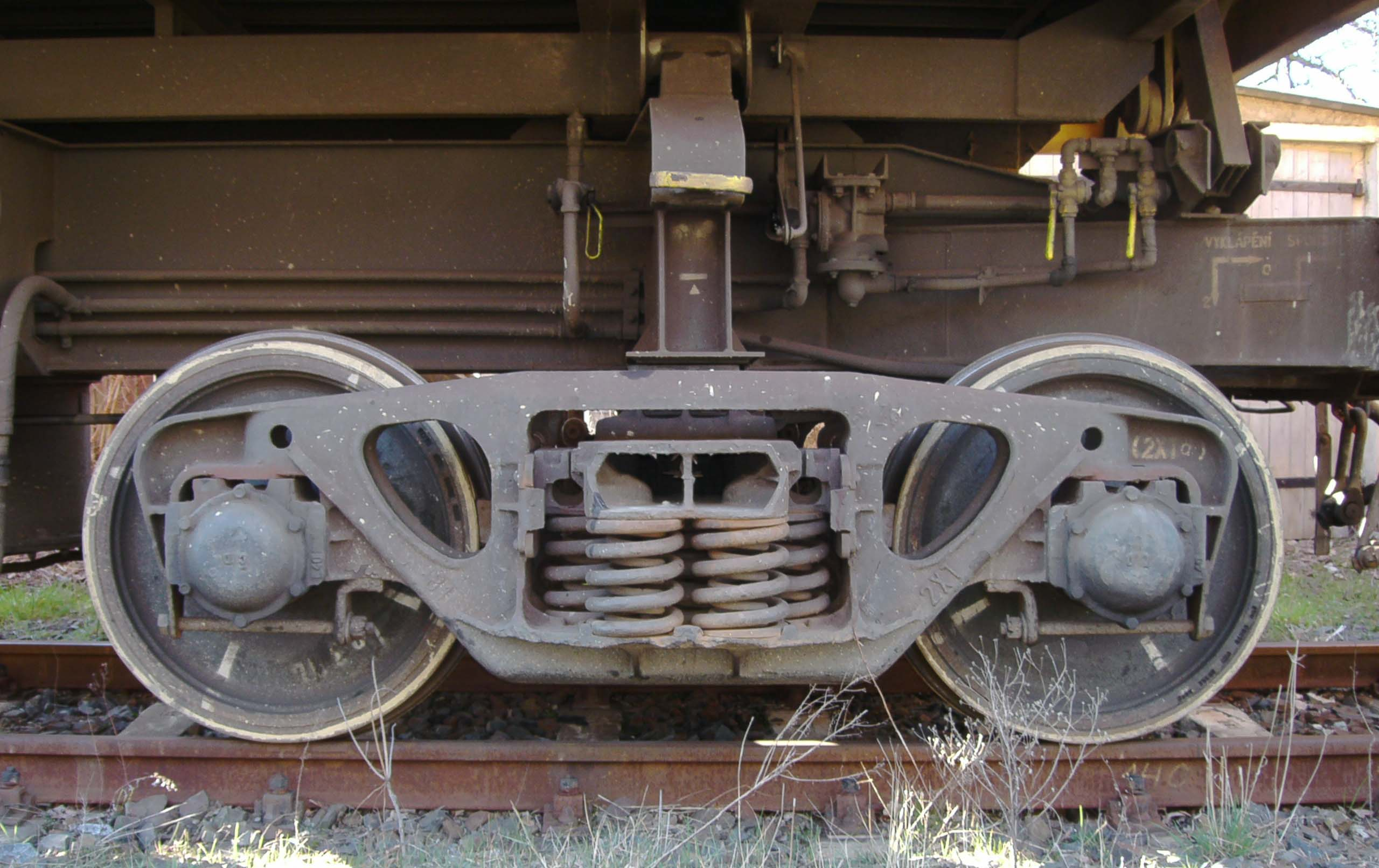
Podvozek pouze se sekundárním vypružením vinutými pružinami
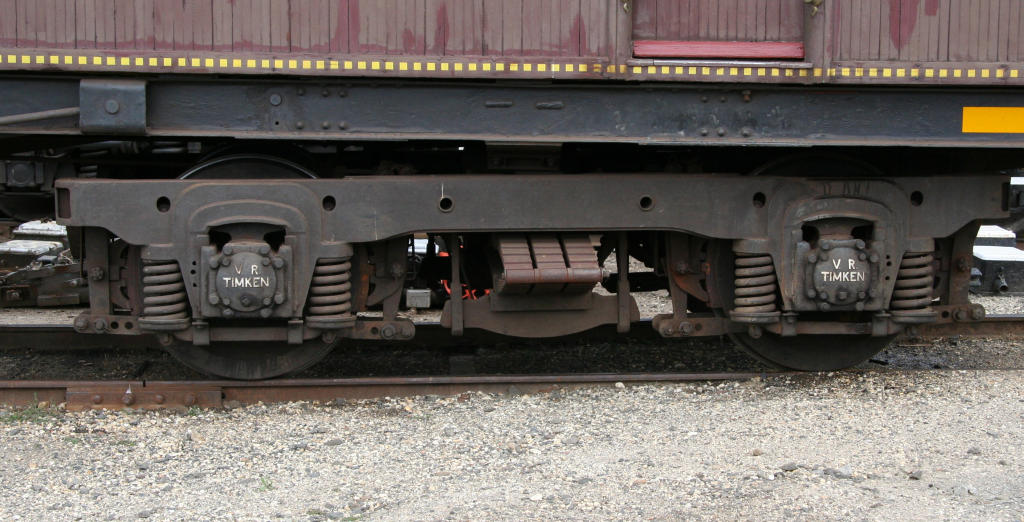
Podvozek s dvoustupňovým vypružením

### Brzda
Brzda v podvozku bývá obvykle špalíková (s oboustranným nebo jednostranným obrzděním kol) nebo kotoučová. Brzdové kotouče bývají samostatně nalisované na nápravě nebo na discích kol.

## Typické konstrukce nákladních podvozků

### Americká konstrukční škola
Vývoj podvozků u nákladních i osobních vozů v Americe (konkrétněji ve Spojených státech a Kanadě) předběhl Evropu. Bylo to dáno zejména požadavky na velké objemy přeprav na velké vzdálenosti. Oproti tomu v Evropě se většina přeprav uskutečňovala v rámci poměrně malých národních států, čemuž vyhovovala únosnost dvounápravových vozů. V 2. polovině 19. století byl podvozkový vůz v Evropě spíše výjimečným jevem. Americké konstrukce byly od počátku založeny na principu provahadlovaných neodpružených dvojkolí a odpruženého rámu vozu.

#### Diamond
Podvozek Diamond se objevuje ve Spojených státech přibližně v polovině 19. století. Pro svoji jednoduchost a spolehlivost se velmi rychle rozšířil, takže již v roce 1870 představoval prakticky jediný typ podvozku u nových nákladních vozů. Nejstarší podvozky měly ještě některé díly dřevěné. V roce 1941 byly ve Spojených státech vyloučeny z celosíťové dopravy, avšak v Evropě se ještě v 60. letech stavěly vozy s těmito podvozky.
Podvozek se skládá ze dvou bočnic z pásové oceli pevně spojených s ložiskovými skříněmi dvojkolí. Bočnice jsou vzájemně spojeny příčníkem. Vyráběly se v provedení s kolébkou i bez (tzv. pevné – rigid). Pásy v bočnicích jsou uspořádány do kosočtverců – anglicky diamond.

#### Bettendorf
Podvozek Bettendorf byl patentován v roce 1903[zdroj?]. Navazuje na konstrukci Diamond. Jedná se o tzv. Three pieces bogie, čili podvozek ze tří částí: dvě bočnice a odpružený příčník. Bočnice jsou odlévané a na rozdíl od podvozku diamond nejsou pevně spojené. S podvozky Bettendorf je možné se setkat i v Česku na výsypných vozech firem zabývajících se údržbou tratí.

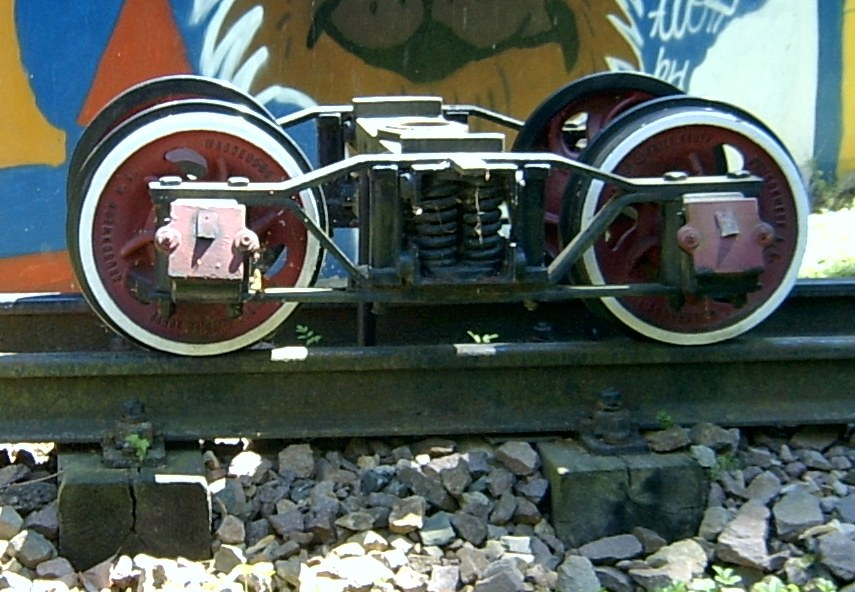
Diamond z osobního vozu německé úzkorozchodné dráhy
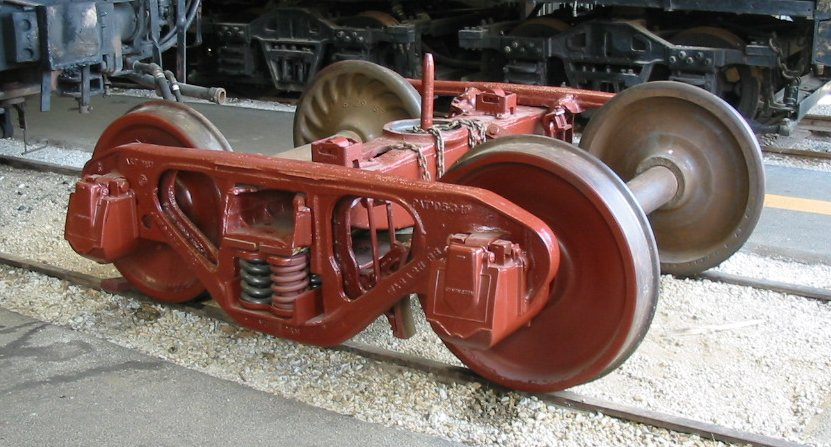
Podvozek typu Bettendorf

### Evropská konstrukční škola
První podvozkové vozy se na evropských železnicích objevují kolem roku 1860. Podvozky, na rozdíl od amerických konstrukcí, připomínají malé dvounápravové vozy.

#### Příhradová konstrukce
První evropské podvozky měly jednoduchý rám, často ještě dřevěný, ke kterému byly připevněny rozsochy. Konstrukce rozsoch byla provedena z ocelových pásů, které tvořily příhradovou konstrukci. Teprve po roce 1890 byly rozsochy provedeny mnohem jednodušším způsobem z plechu.

#### Podvozky s plechovými bočnicemi
Podvozky s plechovými bočnicemi se začínají objevovat v 70. letech 19. století. Roku 1885 přichází s tímto typem podvozku i firma Ringhoffer sídlící v Praze na Smíchově. Tento typ podvozku se stal výchozím typem evropské konstrukční školy – typické prvky jako rozsochové vedení dvojkolí, jednostupňové vypružení dvojkolí listovými (ev. parabolickými) pružnicemi, plechové bočnice spojené ocelovými profily se používají dosud.
Rám nejstarších podvozků byl tvořen dvěma plechovými bočnicemi, které byly spojeny dvěma čelníky a dvěma příčníky tvaru U. Dvojkolí byla vypružena provahadlovanými listovými pružnicemi.
V Československu byly a jak v ČR tak v SR dosud jsou rozšířeny podvozky 26-2.8, zavedené v roce 1968 (8. modifikace podvozku 26-2) a vyráběné jako již značně zastaralé ještě v roce 1987. (Pro ilustraci: Jakožto podvozky s krátkými závěsy pružnic mají v ČR předepsanou lhůtu technických prohlídek 4 roky, zatímco obecná lhůta pro vozy s rychlostí v loženém stavu do 100 km/h je 6 let.) Pro jejich značný počet a finanční náročnost případné náhrady jinými typy majitelé přistoupili k dílčím modernizacím, které mají za cíl zlepšení chodových vlastností a prodloužení způsobilosti k mezinárodnímu provozu (zvětšení příčných vůlí v rozsochách, dosazení odpružených kluznic, snížení hmotnosti na nápravu z 20 na 18t).

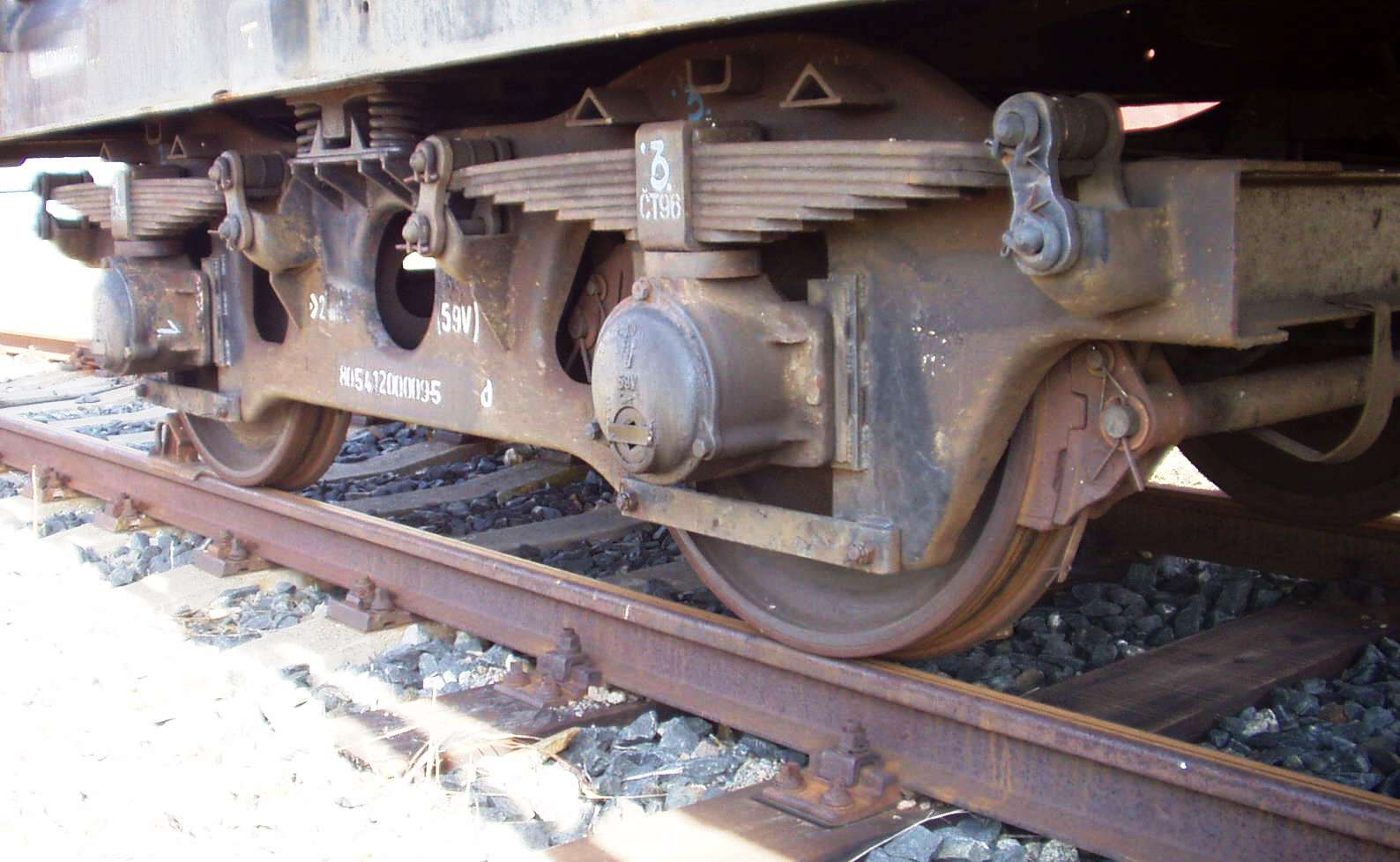
26-2.8 s odpruženými kluznicemi, poslední stupeň vývoje podvozků s plechovými bočnicemi v ČR a SR

## Podvozky osobních vozů

### Jednonápravové podvozky

#### Rybák
Podvozek typu Rybák prvně použila firma Ringhoffer pro sérii vozů s rozvorem 9,4 m v letech 1910–1917. K této konstrukci se firma vrátila u osobních vozů z let 1939–1955. Podvozek se vyznačuje zejména tím, že je neotočný – rám je veden vůči skříni čtyřmi čepy uvnitř vinutých pružin. Primární vypružení zajišťují listové pružnice a vedení dvojkolí rozsochy ukotvené v rámu vozu. Vůle v rozsochách umožňují částečné natočení dvojkolí v oblouku.

#### Podvozek ř. 810/010
Tento typ podvozku, úředně označený 8-807.8 použila Vagónka Studénka v letech 1973–1984 u motorových vozů ř. 810, přípojných ř. Blm a jejich maďarských mutací. Podvozek má pouze primární vypružení tvořené vinutými pružinami a dvojkolí je vedeno trny. Skříň je zavěšena pomocí čtyř dlouhých závěsů, které jsou na jedné straně v příčném směru k ose vozu provahadlovány. Podvozek je navržen tak, aby umožňoval dvojkolí zaujmout v oblouku radiální postavení.

#### Talgo
Podvozky Talgo jsou nejsou v pravém slova smyslu jednonápravové – každé kolo má vlastní nápravu, což umožňuje změnu rozchodu. Navíc při tomto uspořádání odpadá sinusový pohyb dvojkolí při jízdě v přímé koleji. Dvojkolí jsou zde nuceně stavěna do radiální polohy pomocí paralelogramového mechanismu, jehož táhla jsou připojena k sousedícím článkům. Poloha krajních dvojkolí soupravy je odvozena od vzájemného natočení krajního a sousedního článku pomocí dlouhých táhel. Od konce 70. let, kdy vznikla koncepce Talgo Pendular, přibyl další charakteristický znak těchto podvozků – uložení pružin na vysokých sloupech, což vede k příznivému náklonu vozové skříně při průjezdu obloukem. Nevýhodou těchto podvozků jsou poměrně velké neodpružené hmoty.

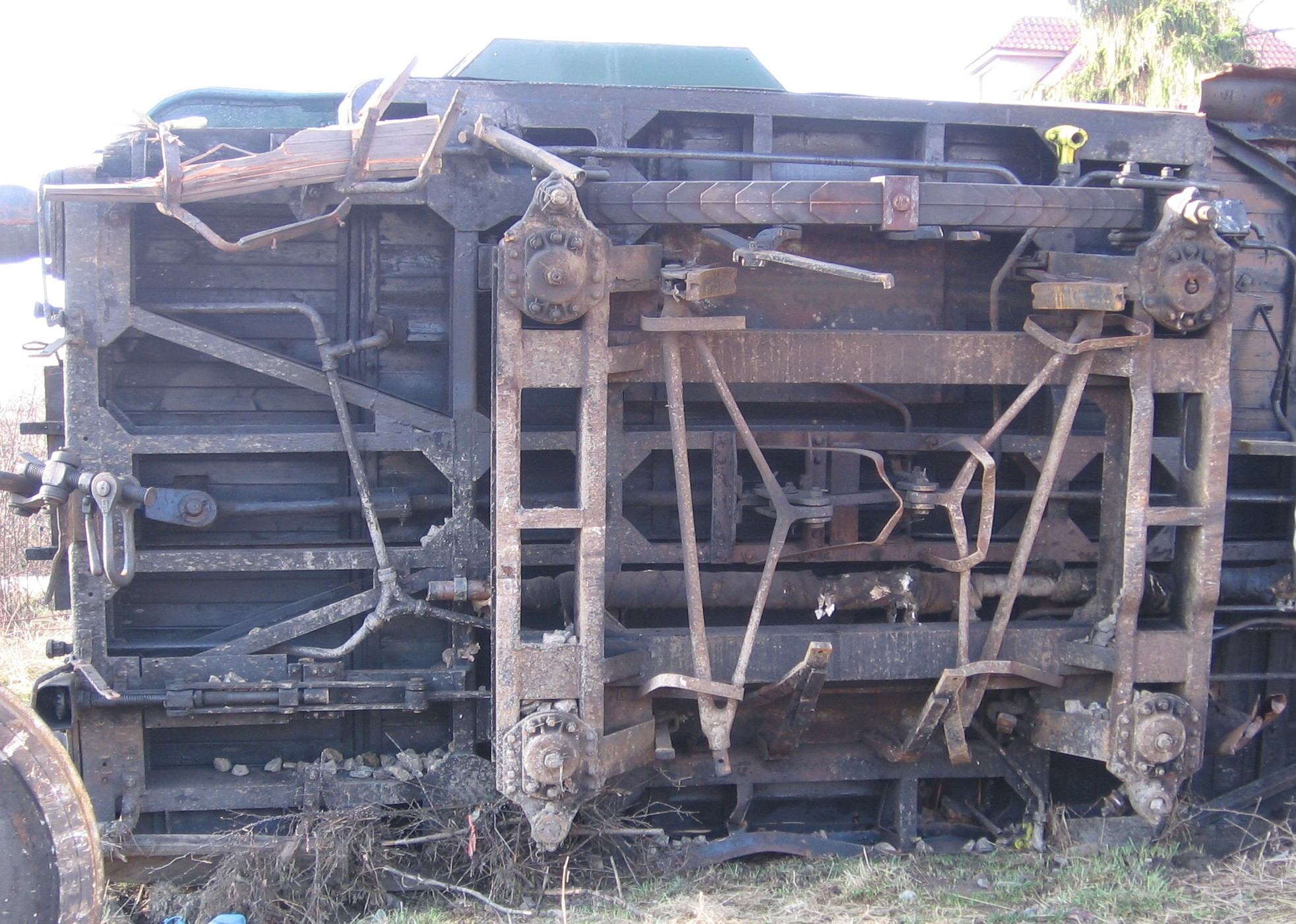
Podvozek Rybák bez dvojkolí - po vykolejení vlaku v Rymani
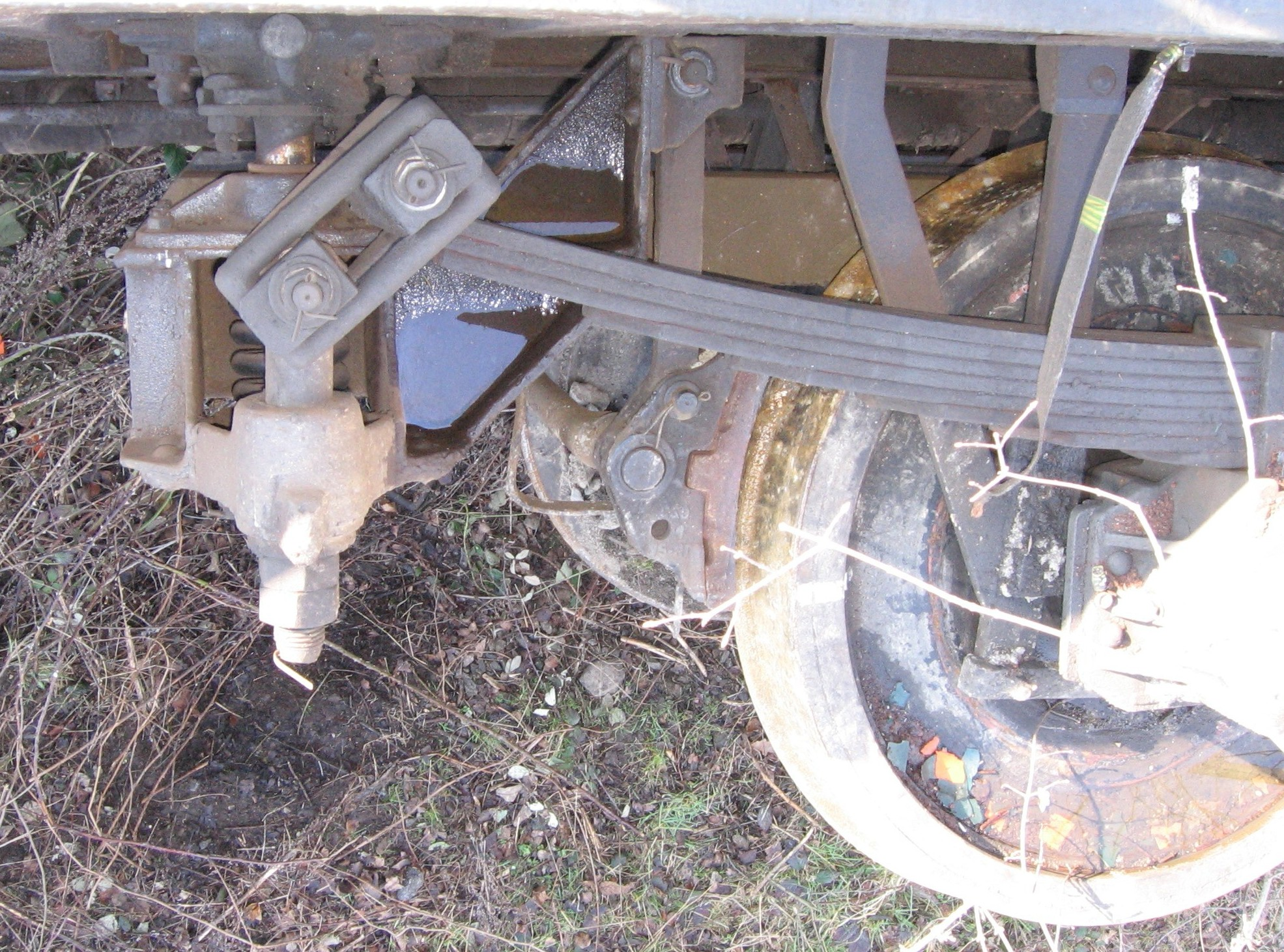
Detail vypružení a rozsochy
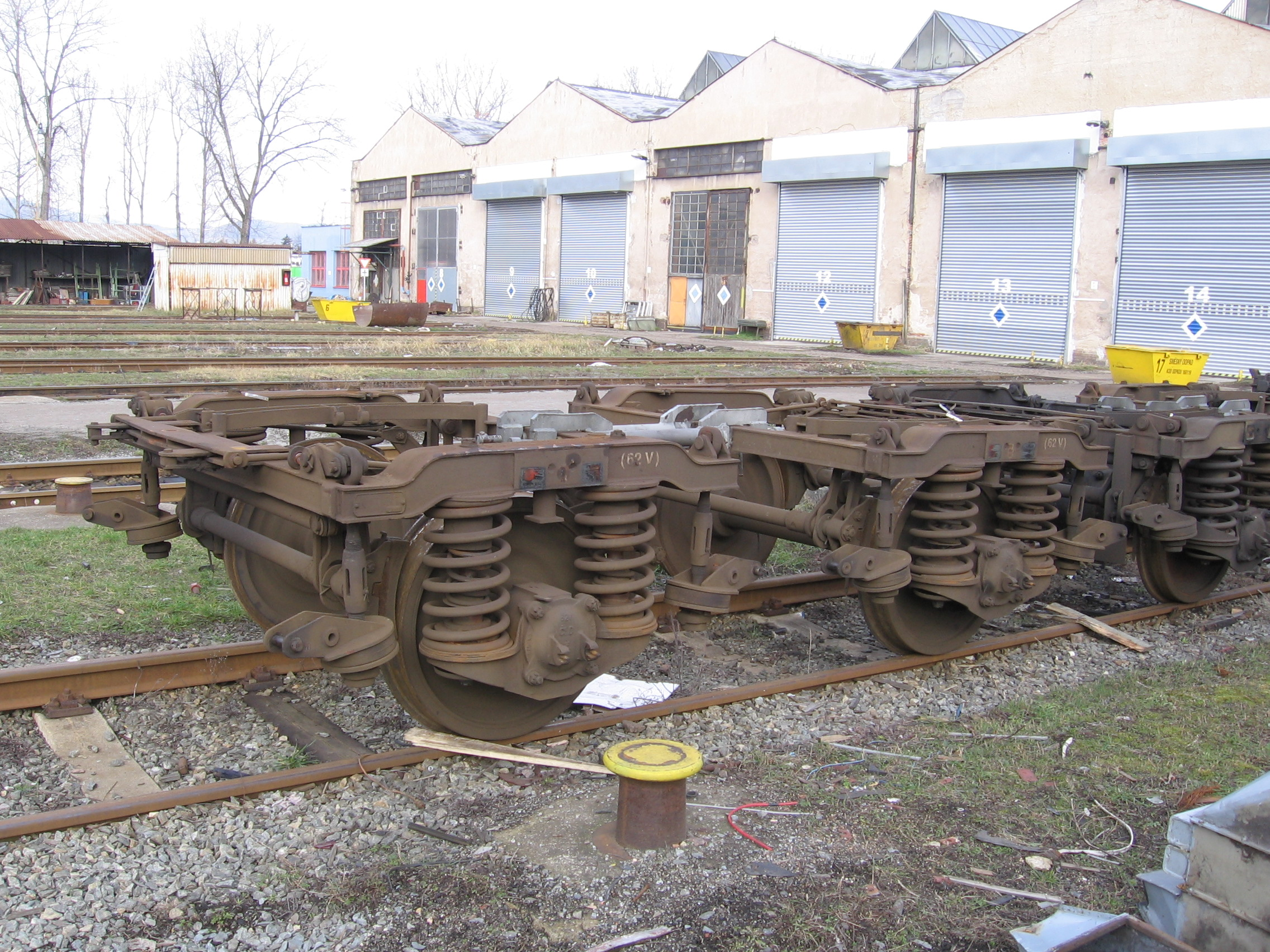
Podvozky ř. 810 spojené pro snadnější manipulaci do dvojic
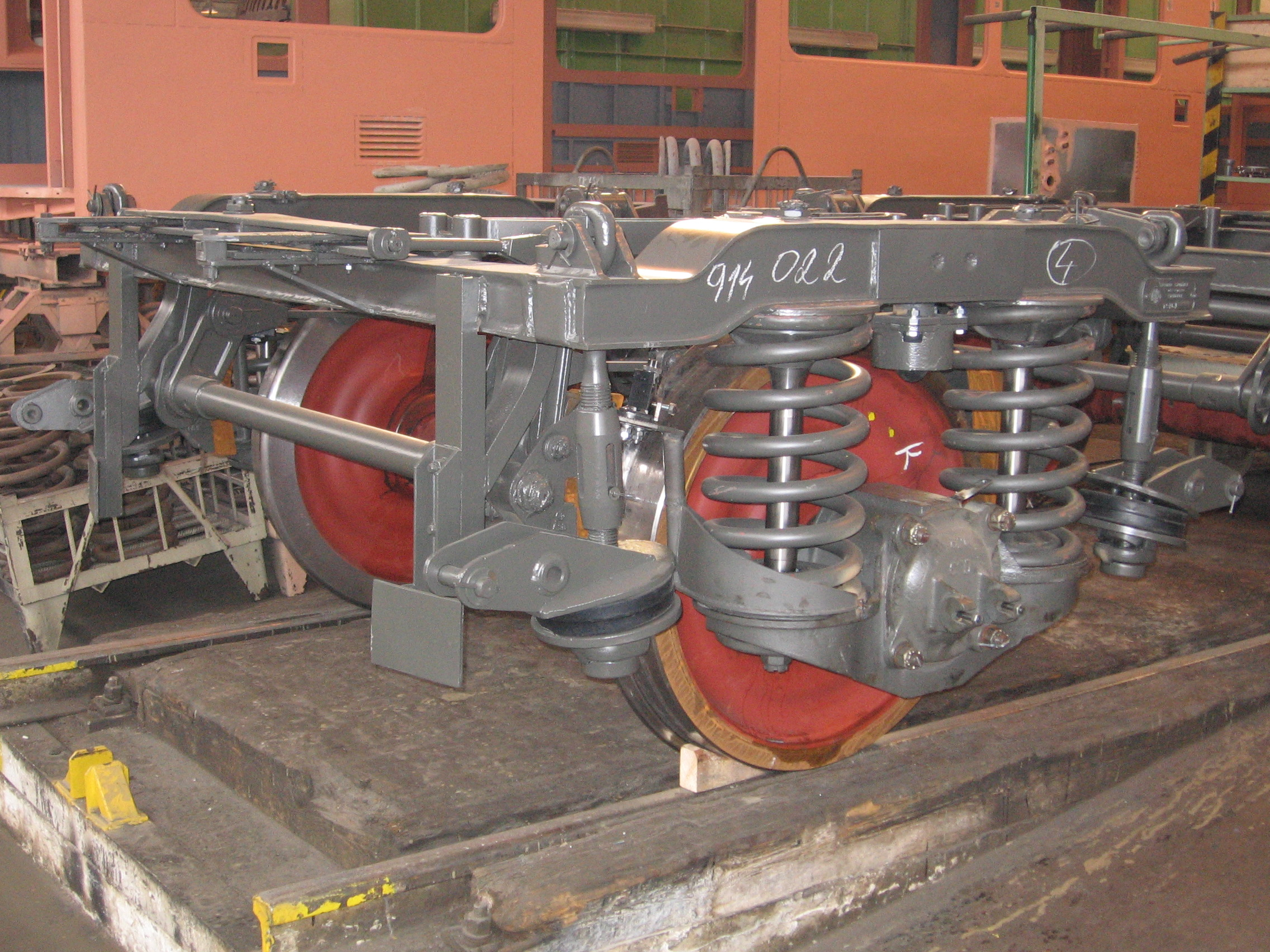
Podvozek připravený pro vůz 914.022
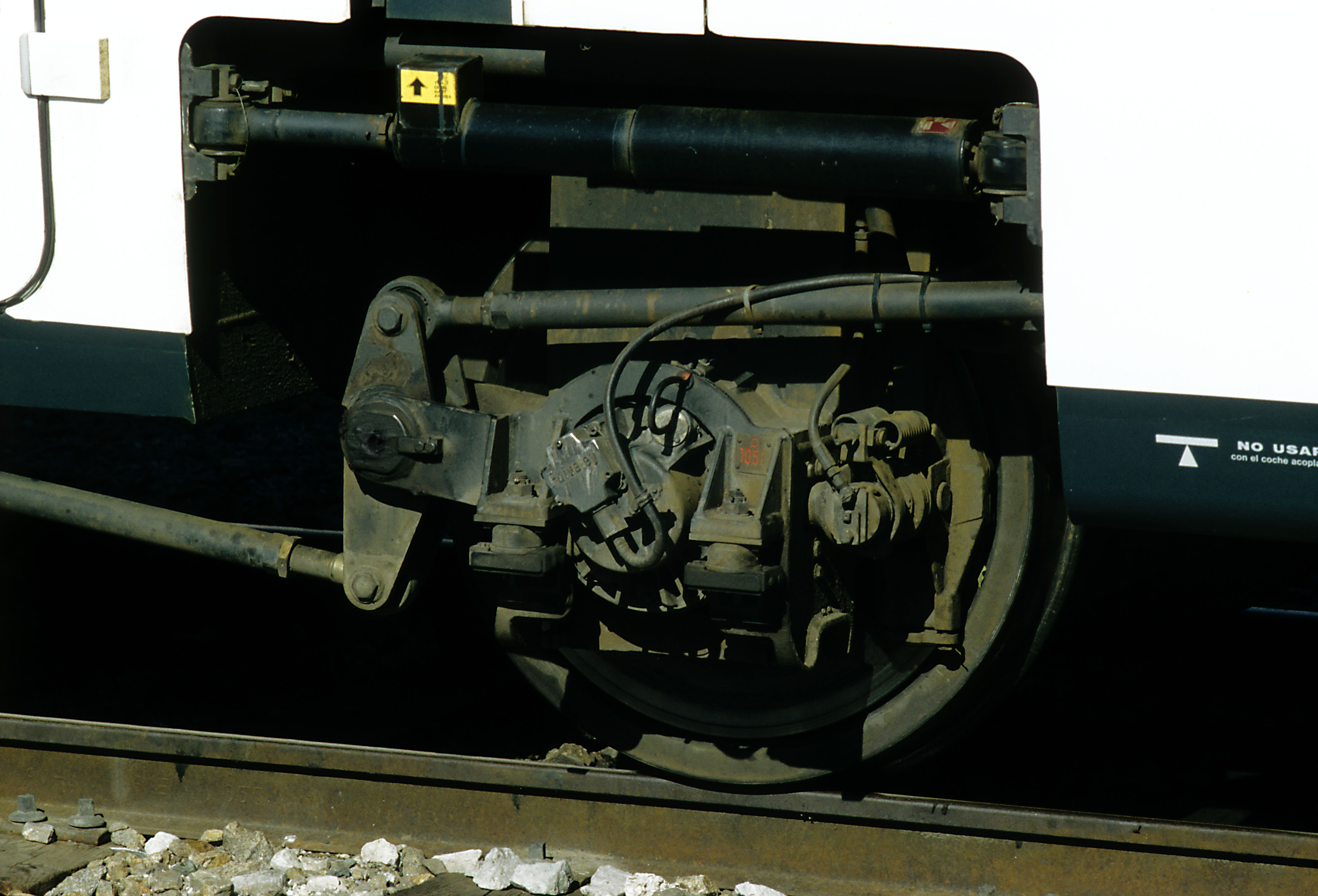
Podvozek Talgo v zavázaném stavu
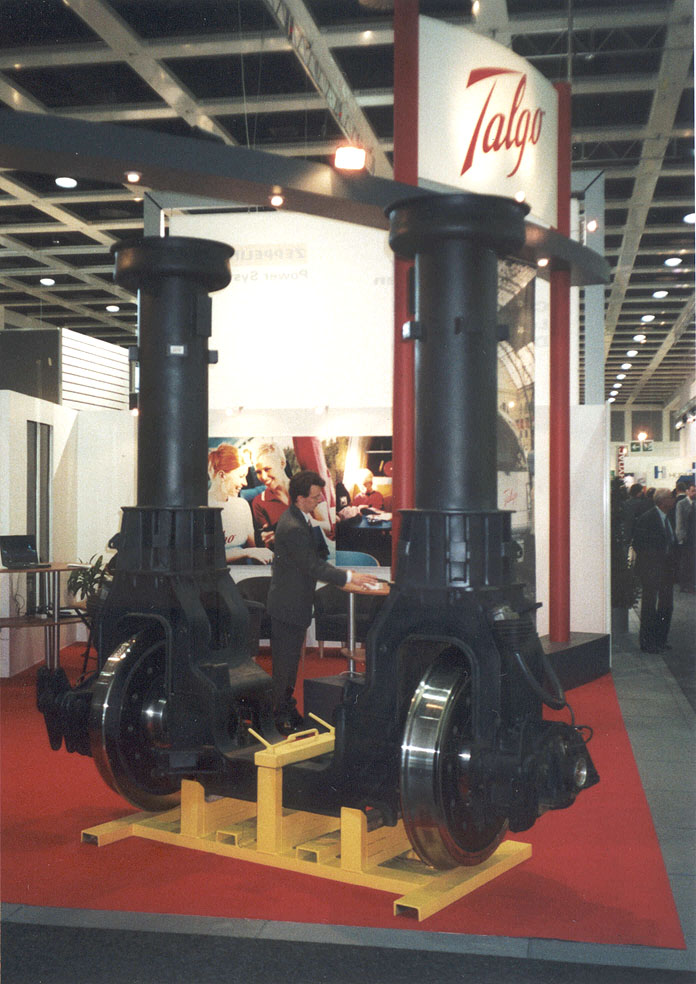
Podvozek Talgo na Innotransu 2006

### Západní Německo

#### Minden-Deutz
Podvozek typu Minden-Deutz byl zkonstruován v roce 1949. Jeho označení je odvozeno od sídla regionální správy DB v Mindenu a jména části Kolína nad Rýnem – Deutz, kde sídlila firma Westwaggon. Podvozek se stal typickým znakem osobních vozů DB, ale bylo možno se s ním setkat i v jiných zemích – například u italských nebo švédských železnic. Podvozek typu MD-50 má obdélníkový rám se dvěma čelníky a dvěma příčníky, mezi kterými se nachází kolébka. Vypružení obou stupňů je provedeno vinutými pružinami. Typickými pro tuto konstrukci jsou vedení dvojkolí ocelovými pásy a šikmé tlumiče sekundárního vypružení, které měly tlumit příčné i svislé pohyby zároveň. Vedení dvojkolí je velmi tuhé a neumožňuje ani částečné natočení dvojkolí v podvozku při jízdě obloukem.
Z typu MD-50 byl v polovině 70. let odvozen typ MD-52. Přechodem na použití kotoučových brzd ztratily opodstatnění čelníky, rám byl zjednodušen na dvojité H a oba ocelové pásy byly umístěny paralelně směrem ke středu podvozku. Varianta MD-52-350 byla vyzkoušena až do rychlosti 400 km/h a je schválena pro maximální rychlost 300 km/h.
Sovětské vozy metra řad E a 81-71 byly vybaveny podvozky velmi podobné konstrukce. V 90. letech bylo kvůli snížení opotřebení kol i kolejnic původní vedení dvojkolí nahrazeno trny.

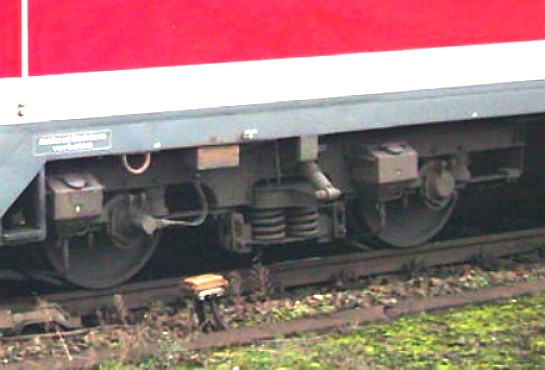
Podvozek MD-50 na řídícím voze DB
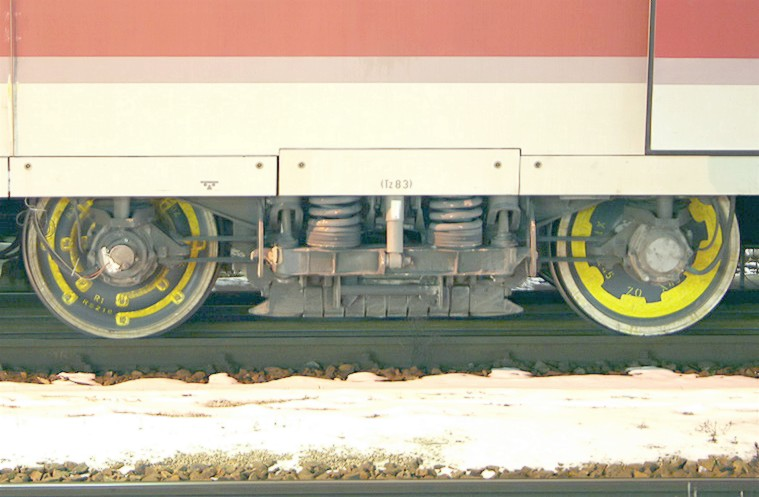
Podvozek MD-52 na vloženém voze ICE S
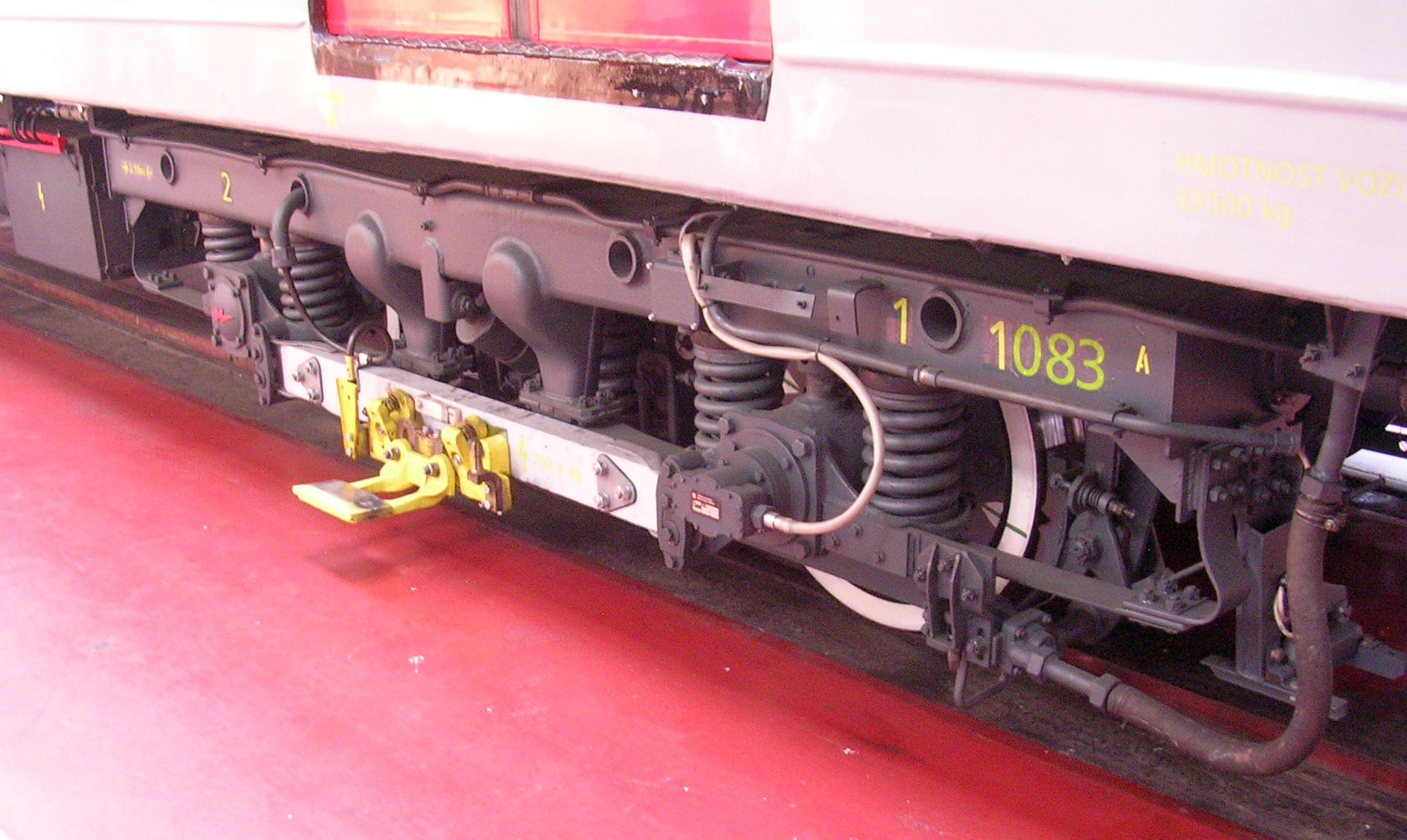
Podvozek vozu Ečs pražského metra

### Východní Německo

#### Görlitz V
Podvozek Görlitz V vznikl na přelomu 50. a 60. let 20. století v Německé demokratické republice. Těmito podvozky byly osazovány od 60. do 80. let prakticky všechny nové vozy a velká většina rekonstruovaných vozů v NDR, včetně vozů pro export. Pravděpodobně jde stále o nejrozšířenější typ podvozku osobních vozů ČD.
Podvozek je kolébkového provedení, má uzavřený svařovaný rám se dvěma čelníky a dvěma příčníky. Vedení dvojkolí je uskutečněno trny, oba stupně vypružení jsou provedeny vinutými pružinami. Je vystrojen špalíkovou brzdou.
V 90. letech byla část vozů v držení ČD vystrojených těmito podvozky modernizována v česko-maďarské kooperaci. Předmětem modernizace byly i podvozky, do kterých byla dosazena kotoučová brzda a změněna řada jiných částí; rekonstrukci podvozku zajišťovala maďarská strana podle vlastního návrhu. Vznikl tím nový typ podvozku neoficiálně podle místa vzniku označovaný Görlitz V/Dunakeszi nebo Görlitz V/DS, který není u žádných dalších vozů použit.

#### Görlitz VI
Podvozek Görlitz VI se liší od předchozího typu vedením dvojkolí laminátovými pasy. Byl vyvinut na přelomu 60. a 70. let. K ČSD se dostaly tyto podvozky s patrovými vozy Bap v roce 1976.

#### GP 200
Podvozek GP 200 (Görlitz – Praha pro rychlost 200 km/h) byl vyvinut ve spolupráci zhořelecké vagonky a VÚKV v 80. letech. Jedná se opět o kolébkové provedení s rámem ve tvaru dvojitého H, s vedením dvojkolí laminátovými pasy a s kotoučovou brzdou. Existuje i varianta s čelníky a špalíkovou brzdou – těmito podvozky jsou osazeny vozy Postmw z Vagónky Studénka.

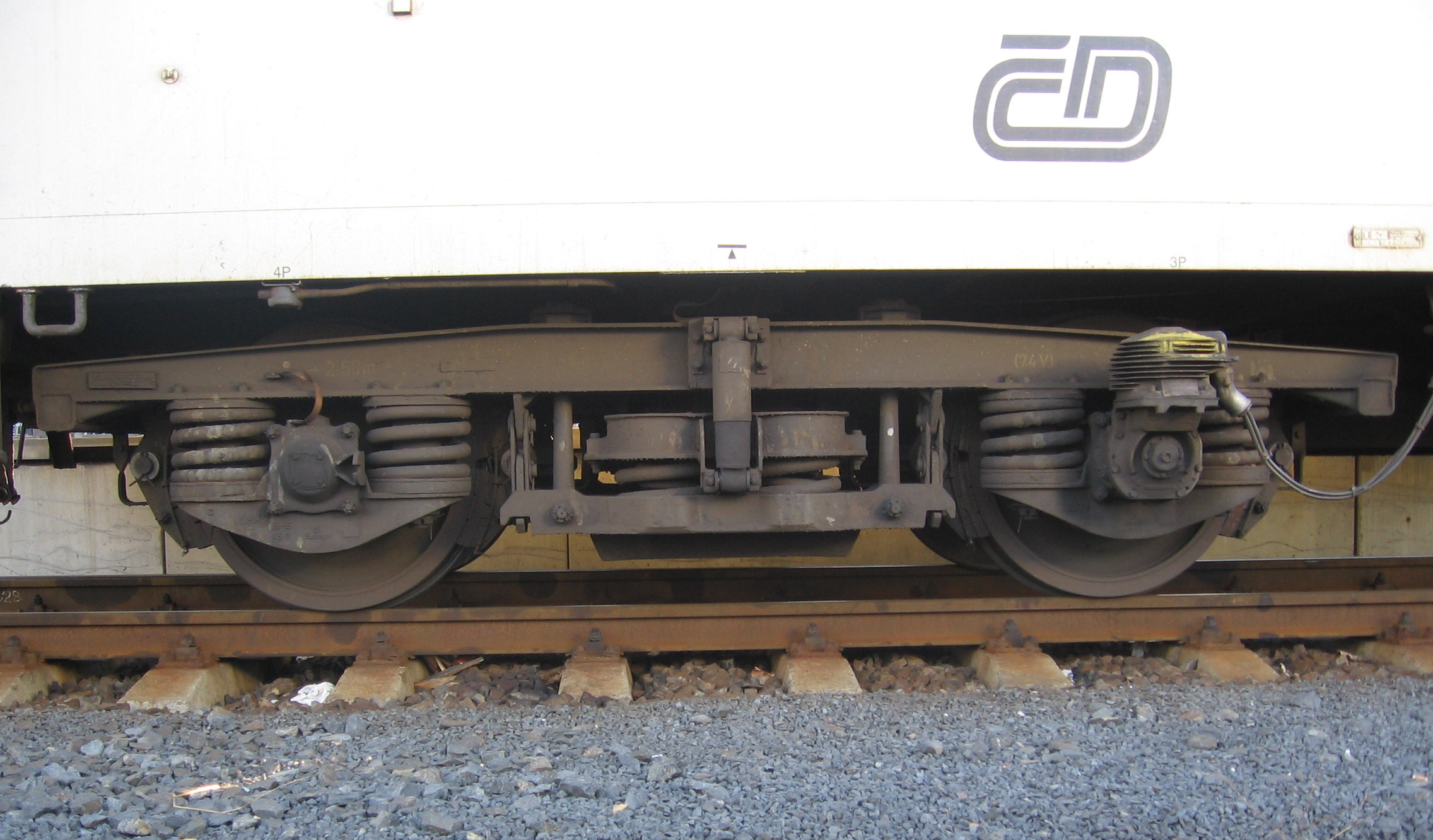
Görlitz V (varianta Va) na voze BDs
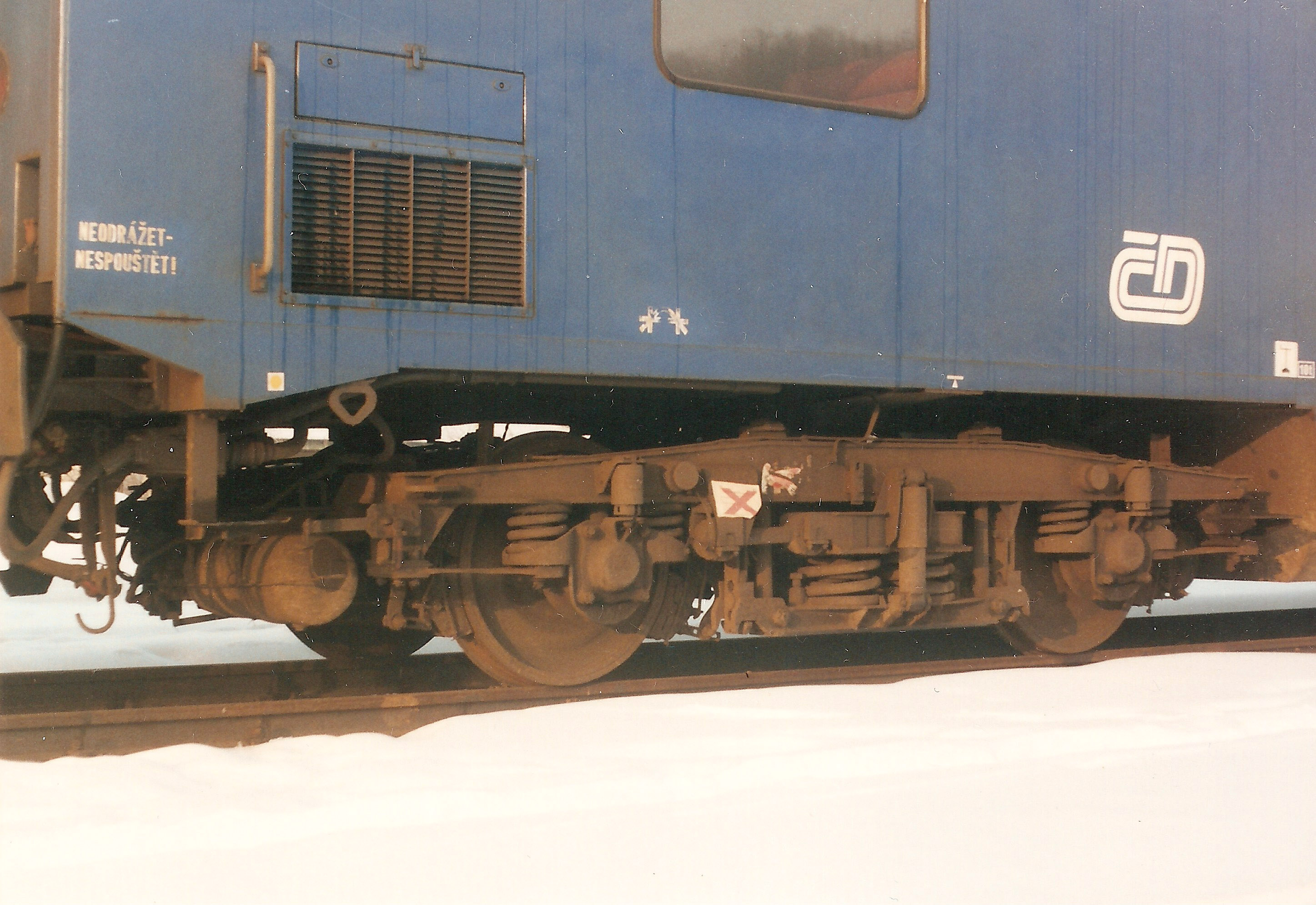
Görlitz VI na Bmto
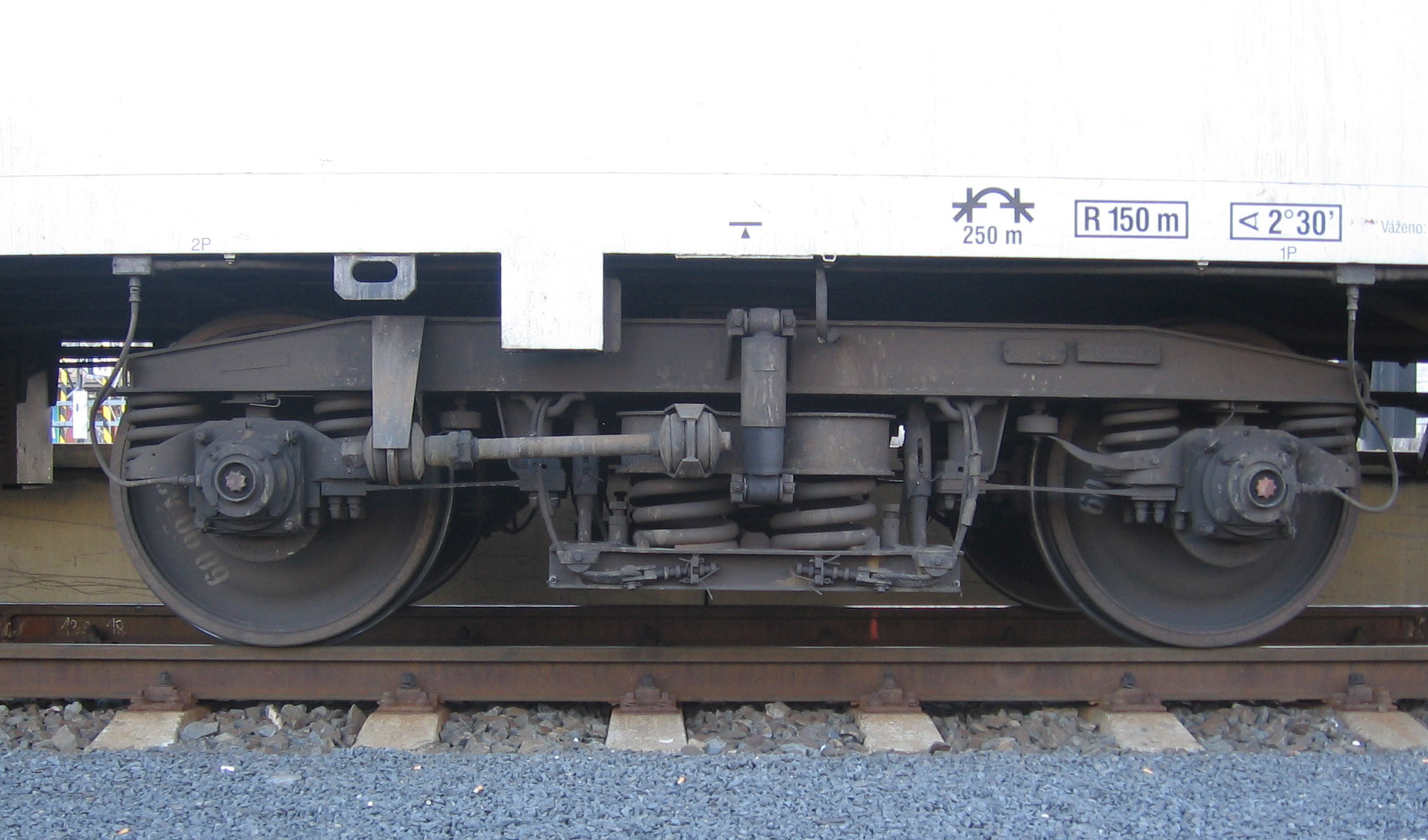
GP 200 na voze Bdt

## Lokomotivní podvozky
Tento článek není výčtem všech konstrukcí lokomotivních podvozků. Zaměřuje se pouze na typy, které přinesly zásadní inovace.

### Švýcarsko

#### Ae 4/4 BLS
V letech 1941–1944 vyvinul švýcarský průmysl čtyřnápravovou podvozkovou lokomotivu pro rychlost 120 km/h. Šlo o průlom v konstrukci elektrických lokomotiv, dosud se mělo za to, že lokomotivy pro vyšší rychlosti je možné z hlediska bezpečnosti chodu konstruovat pouze jako rámové s běhouny – viz např. řada E 18 DRG. Lokomotivy byly dodány společnosti BLS a označeny řadou Ae 4/4. Podvozky měly dvojkolí vedená trny, prvotní vypružení šroubovými pružinami, druhotné listovými pružnicemi. Poprvé zde byl použit i podvlečený příčník a otočný čep na rámu podvozku zasunutý do pouzdra v kulovém kloubu umístěném v podvlečeném příčníku. Lokomotivy měly i pneumatické vyrovnávače nápravových tlaků a mezipodvozkovou vazbu. Hodinový výkon motorů dosahoval 735 kW a k přenosu kroutícího momentu z motoru uloženého v rámu na pastorek převodovky byl použit hřídel procházející dutým hřídelem rotoru a opatřený na obou koncích lamelovými spojkami Sécheron. Stejná konstrukce byla použita i u licenční řady E 499.0 ČSD.

#### Švýcarské lokomotivy 2. generace
V roce 1964 byla uvedena do provozu lokomotiva řady Re 4/4II. Vedení a vypružení ložiskové skříně odpovídá lokomotivám starším, stejně jako použití podvlečeného příčníku. Na rámu podvozku jsou prostřednictvím čtyř šikmých závěsek, které tvoří příčné vypružení a zároveň umožňují natáčení podvozku, zavěšeny nosiče pružin, které jsou vzájemně spojené. Na vinutých pružinách je uložen podvlečený příčník, vůči kterému vykonávají nosiče pružin pouze svislé pohyby (neotáčejí se s podvozkem). Přenos podélných sil se děje prostřednictvím šikmých tyčí na obou čelech podvozku. K přenosu kroutícího momentu z motoru na nápravu je použit „Federtopfantrieb“ – ozubené kolo je nalisované na dutém hřídeli s unašečem, který má na svých ramenech předepjaté tangenciální pružiny, každou uloženou ve dvou hrncích – jeden je spojen s unašečem u ozubeného kola a druhý se opírá o desku unašeče na nápravě, což umožňuje vzájemný pohyb ozubeného kola a nápravy. Pružiny tak tvoří jakýsi prstenec (viz též DRG řada E 18). Náprava je vůči ložisku odpružena v axiálním směru. Podvozky jsou spojeny mezipodvozkovou vazbou.

### Francie

#### Podvozek Alsthom
V roce 1942 se pro podvozkovou konstrukci bez běhounů rozhodli i Francouzi. Šestinápravová lokomotiva řady CC 7100 firmy Alsthom měla skříň uloženou na podvozku prostřednictvím páru svislých sloupků v podélné ose lokomotivy – ekvivalent ploché torny. Dvojkolí byla vedena párem ojniček u každé ložiskové skříně (ojničky Alsthom) a poháněna individuálně prostřednictvím dutých hřídelů. Dutý hřídel byl spojen s kolem pomocí „tančícího prstenu“ – unašeče napojeného párem ojniček na dutý hřídel a druhým párem ojniček na kolo.

#### Podvozek Jacquemin
Podvozek Jacquemin vznikl krátce po druhé světové válce ve Francii. Inženýr francouzských drah André Jacquemin publikoval svoji koncepci v roce 1952. Jeho práci využila skupina MET (Matériel de Traction Electrique) při konstrukci čtyřnápravových elektrických lokomotiv BB 9003 a BB 9004, z nichž druhá dosáhla v roce 1955 rychlosti 331 km/h. Typické pro tuto konstrukci je především jho spojující ložiskové komory náprav. Na tomto jhu spočívá primární vypružení, jho je vůči rámu podvozku vedené systémem ojniček. Skříň je na zavěšena ojničkami na příčníku, který je uložen otočně na horní straně rámu podvozku a jehož poloha vůči skříni je vázána podélnými ojničkami u boků skříně. Přenos kroutícího momentu se děje také dutým hřídelem napojeným na unašeče na nápravě a převodovce přes Hookeův kříž, který přenáší i příčné síly na převodovku, která je pevně spojená s rámem podvozku. Mechanického optima se dosahuje přenosem tažných sil šikmými tyčemi.

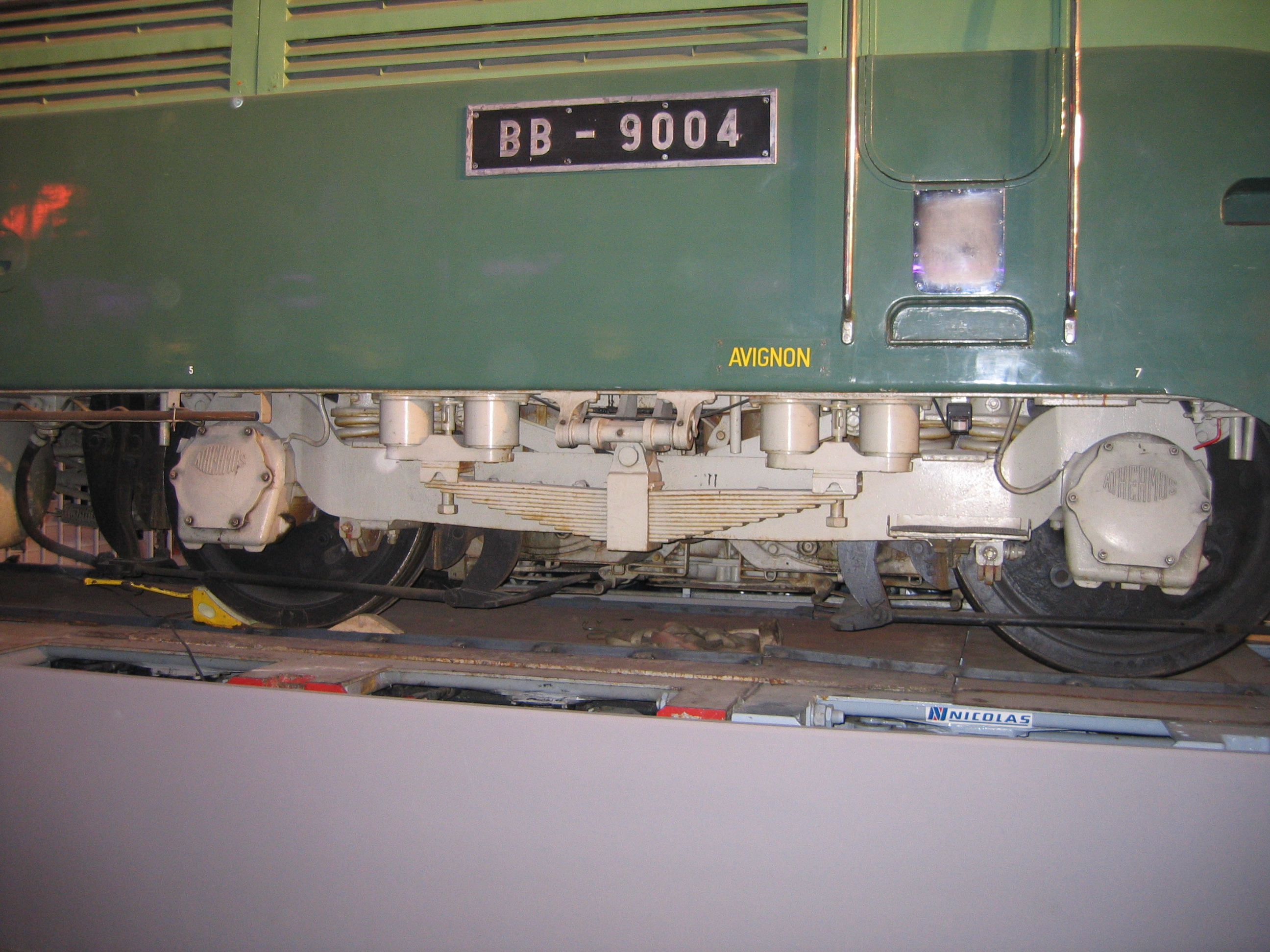
Podvozek rekordní lokomotivy BB 9004 SNCF ještě s kluznými ložisky
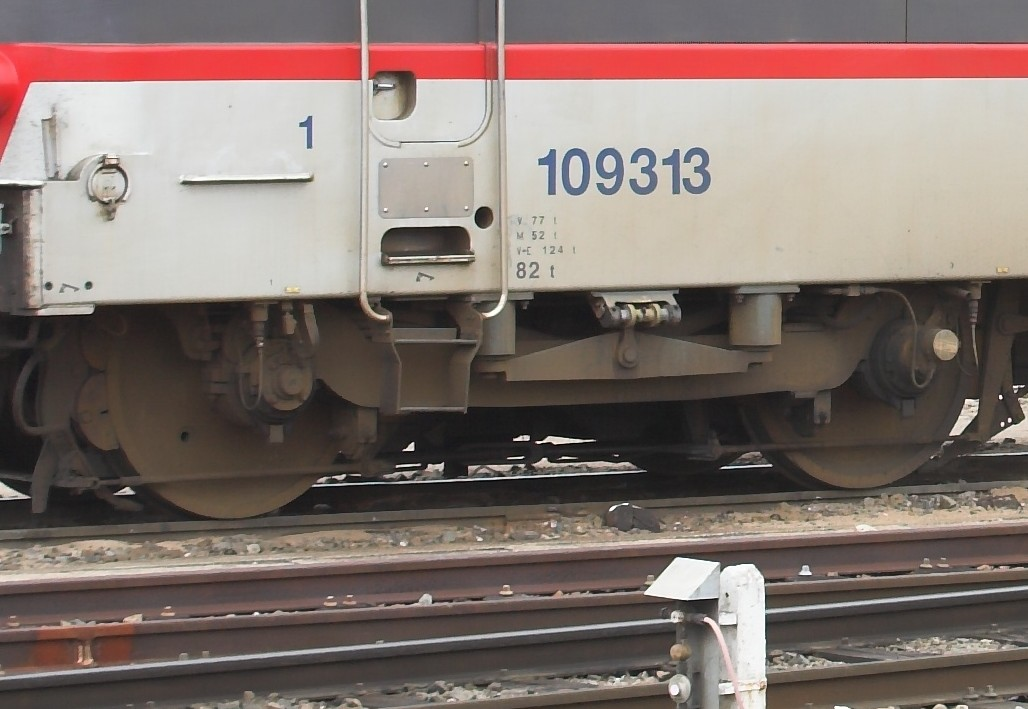
Podvozek lokomotivy ř. BB 9300 SNCF

#### Jednomotorový podvozek
V roce 1958 představila firma Alsthom lokomotivu řady BB 16500 s podvozky s extrémně krátkým rozvorem – 1608 mm, s jedním trakčním motorem a měnitelným převodem pro max. rychlost 90(100)/140 km/h. Tento podvozek byl pokračováním konstrukce Jacquemin, lišila se však použitím jediného motoru v podvozku a zejména převodovkou na boku podvozku. Stejný podvozek měla i řada BB 17000. U dieselové lokomotivy řady Dr13 byl tento systém pohonu použit v třínápravových podvozkách. Podvozek podobné koncepce, ale s převodem uvnitř podvozku byl použit i u lokomotiv řady V43.

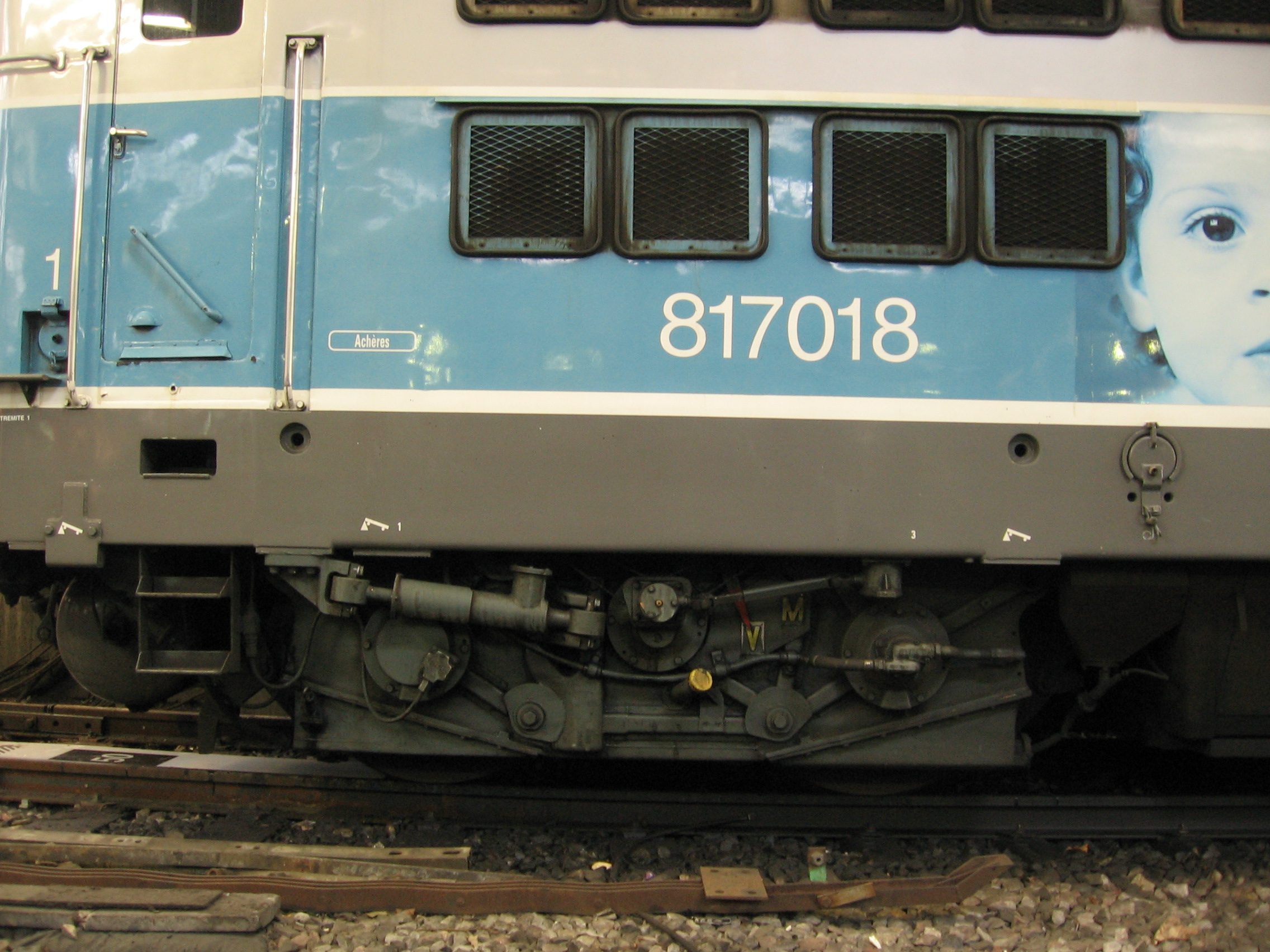
SNCF řada BB17000 - podvozek ze strany převodovky
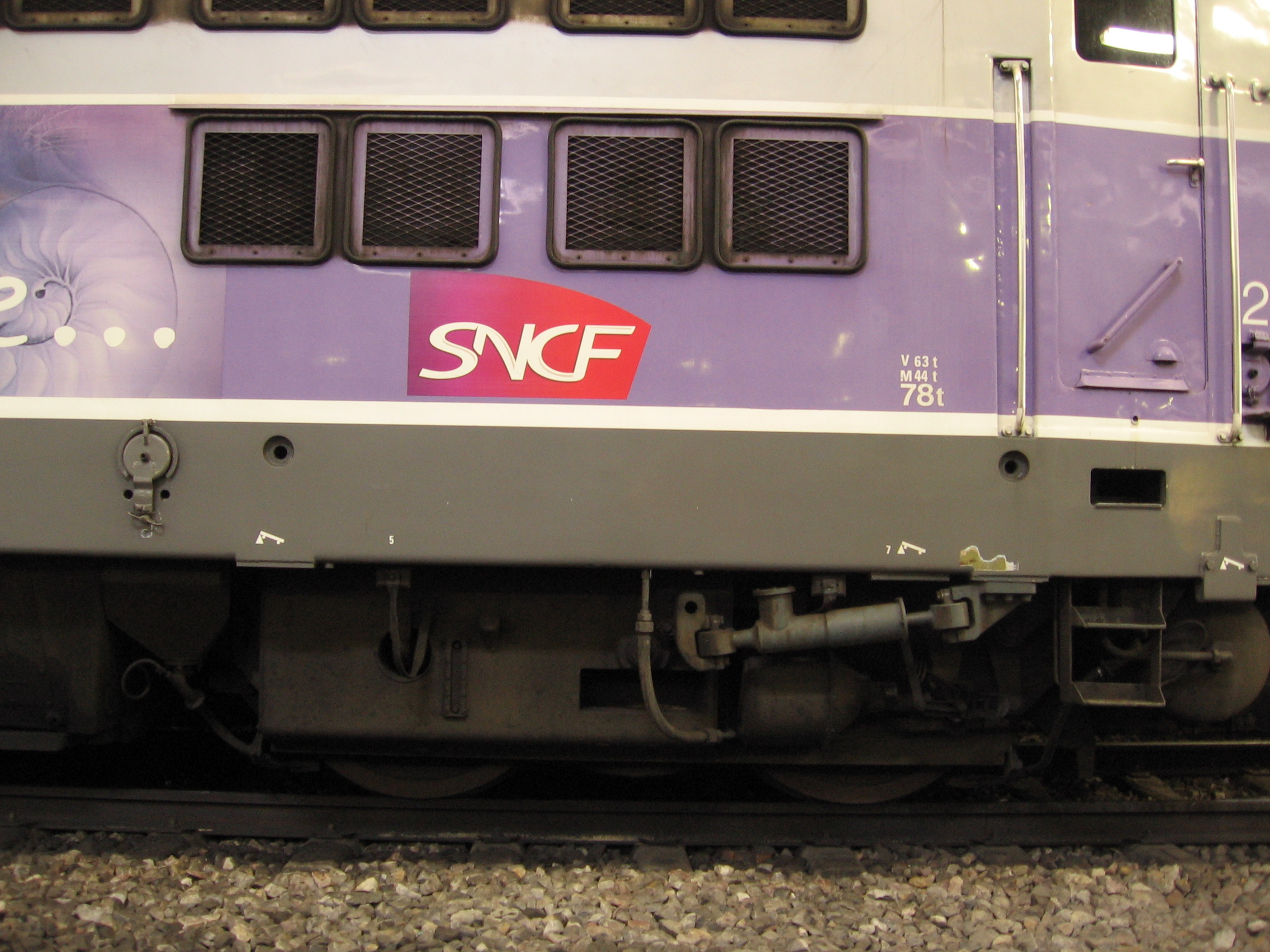
SNCF řada BB17000 - podvozek ze strany bez převodovky
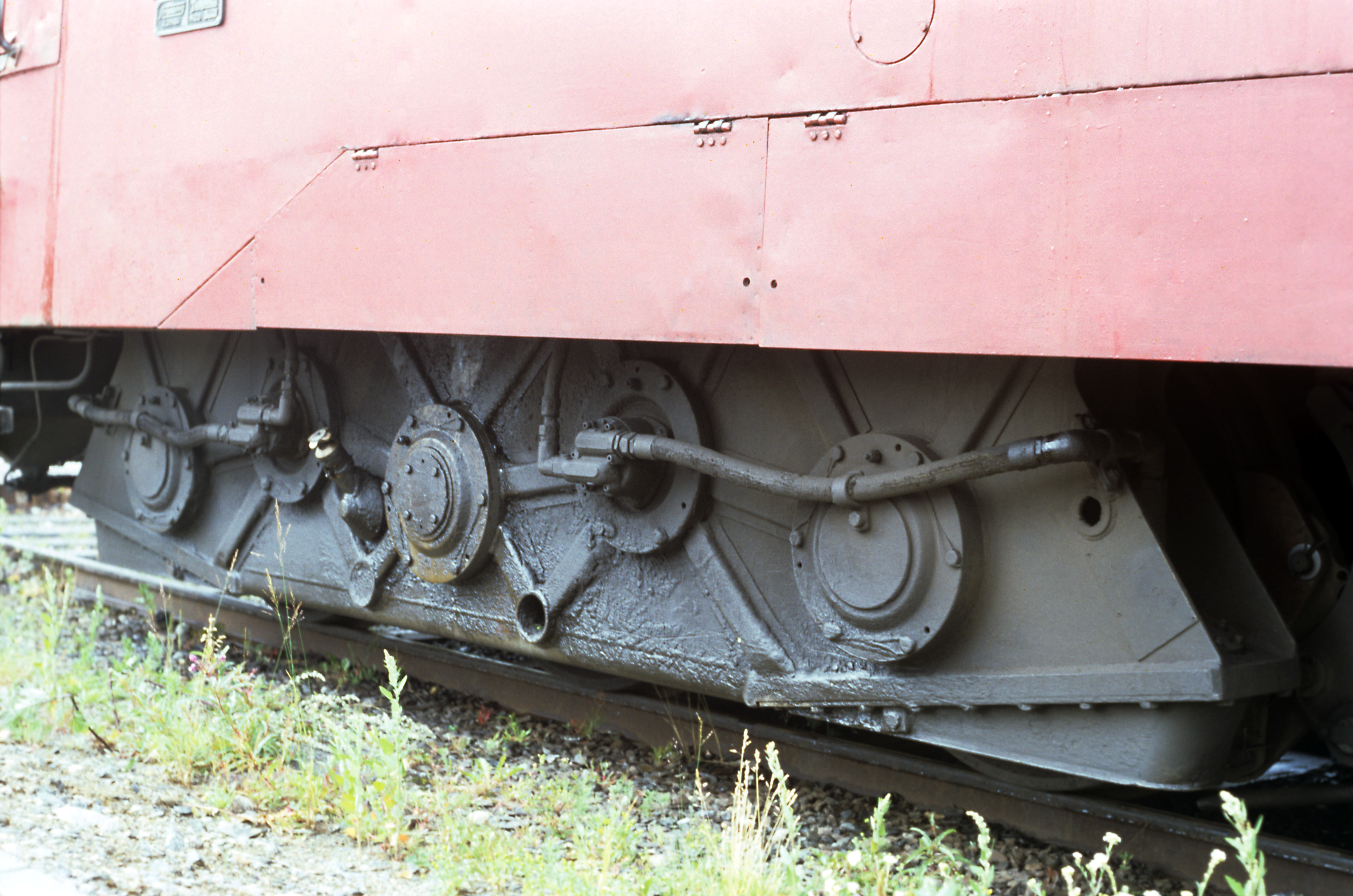
Podvozek finské Dr13 - strana s převodovkou
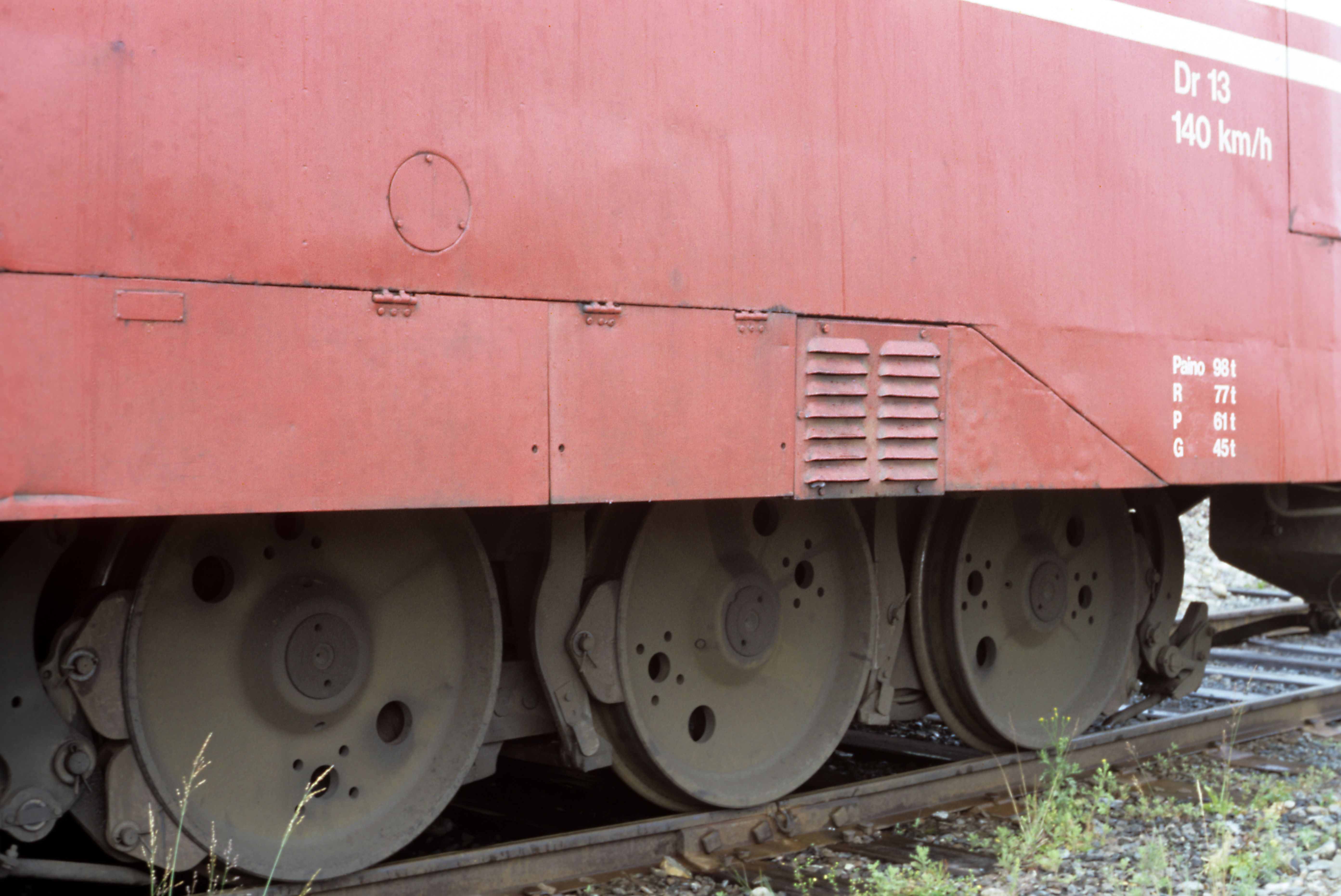
Podvozek finské Dr13 - strana bez převodovky. Rozvor náprav 2x1200 mm

#### Syntéza koncepcí v 70. letech
Vývoj ve Francii pokračoval v 70. letech směrem k jednomotorovým, dvou- a třínápravovým podvozkům. Ve vedení dvojkolí byly opět použity ojničky Alsthom a v sekundárním vypružení pryžokovové sloupky. Přenos tažných sil se uskutečňoval šikmými tyčemi na obou stranách podvozku, později bývala použita i táhla vodorovná. Malý rozvor třínápravových podvozků (2x 1608 mm) umožňoval vynechání provahadlování bez vážnějšího vlivu na chodové vlastnosti podvozku.

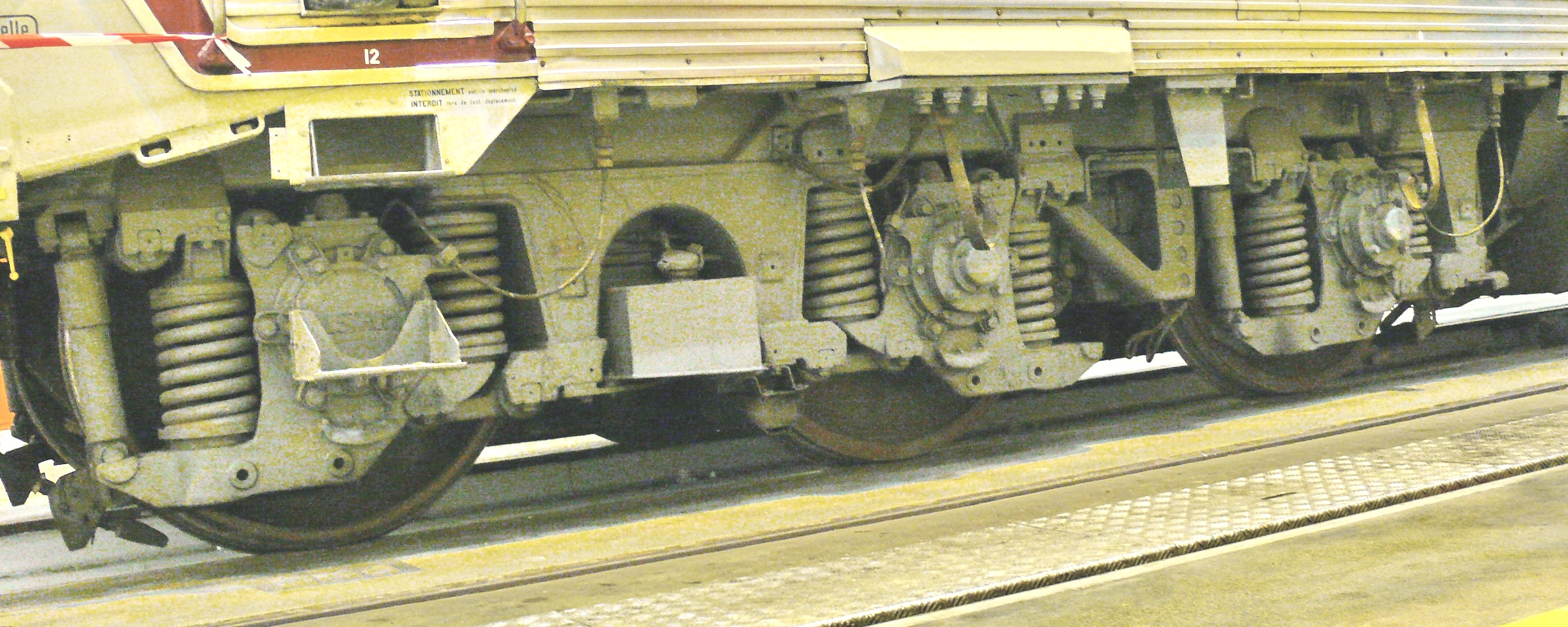
Podvozek řady CC 40100

### Spolková republika Německo

#### Nejstarší poválečné konstrukce
V první fázi poválečného vývoje elektrické trakce vznikly řady E 10, E 40, E 41 a šestinápravová E 50. Podvozky těchto strojů se vyznačují vedením dvojkolí dvěma trny umístěnými v jedné ose na horní a spodní straně ložiskové skříně. Prvotní vypružení bylo provedeno šroubovými pružinami s vahadlem opřeným o horní trn ložiskové skříně. Později byly šroubové pružiny nahrazeny pryžovými prvky. Přenos tažných sil byl otočným čepem, pohon dvojkolí se uskutečňoval tlapovým motorem uloženým na nápravě přímo nebo na dutém hřídeli odpruženém pryžovými segmenty Siemens.

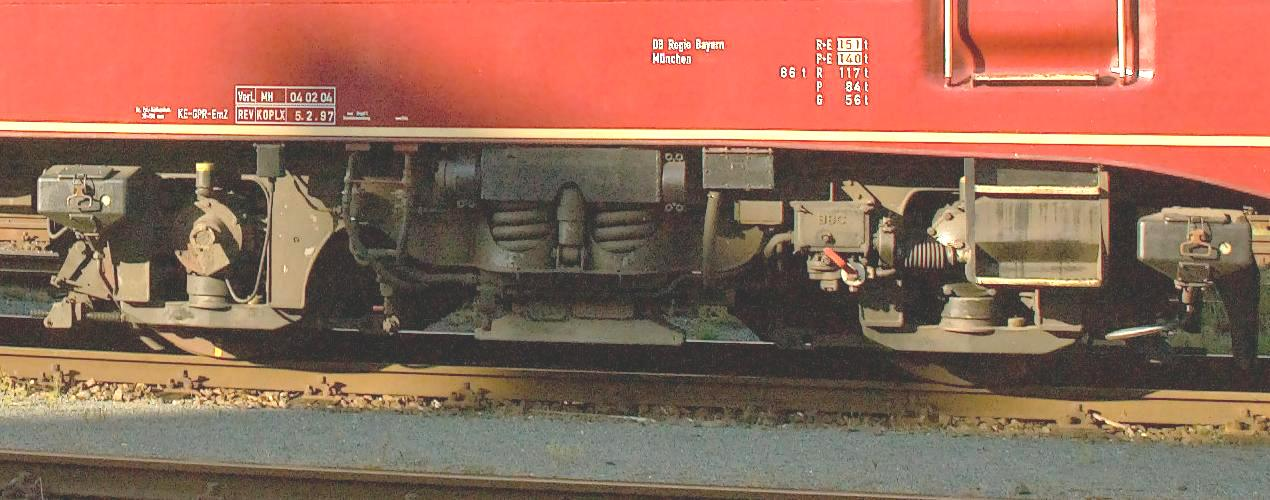
Podvozek E 10
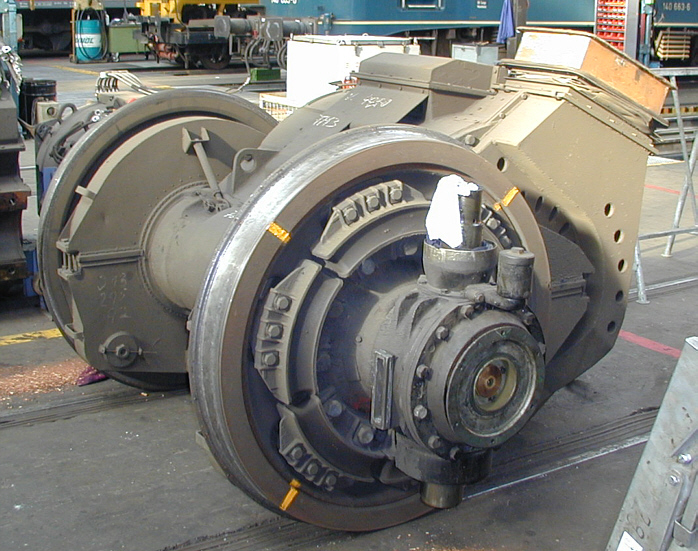
Hnací dvojkolí s motorem a dutým hřídelem E 40

#### E 03
V roce 1965 představil německý průmysl lokomotivu pro rychlost 200 km/h. Pojezd se značně lišil od předchozích konstrukcí. K vedení dvojkolí bylo použito ojniček Alsthom, k přenosu podélných sil šikmých tyčí, nápravy byly v ložiskách axiálně vypružené, v druhotném vypružení byly použity flexi-coil pružiny – čtyři na každém podélníku podvozku. K pohonu byl použit dutý kloubový hřídel s šesti ojničkami na straně převodovky a pryžovými segmenty Siemens na straně kola.

### Švédsko – ASEA
Lokomotivy Rb a Rc vyráběné od roku 1958 mají podvozky s podvlečeným příčníkem, podobně jako švýcarské lokomotivy. Příčník je vůči skříni veden ojničkami, natáčení podvozku vůči skříni je umožněno zavěšením příčníku na rámu podvozku prostřednictvím dlouhých závěsek. Tyto závěsky neslouží, na rozdíl od švýcarské koncepce, k příčnému vypružení skříně – to je provedeno příčnou deformací druhotného vypružení. Prvotní vypružení a vedení dvojkolí tvoří pryžokovové prvky Megi. Trakční motory jsou uloženy v rámu a přenos kroutícího momentu se děje kloubovým hřídelem ASEA, který prochází dutým hřídelem rotoru. Na straně pastorku je na hřídeli pryžová čepová spojka Layrub, na straně motoru zubová spojka. Pneumatická brzda je kotoučová s kotouči v kolech. Lokomotivy odvozené z tohoto typu jezdí mj. v Rumunsku a v zemích bývalé Jugoslávie.

### Československo

#### ČKD
Vývoj podvozků motorových lokomotiv ČKD byl poměrně jednoduchý. První poválečné konstrukce – řada T 434.0, resp. T 436.0 a z ní odvozená T 435.0 měly podvozky pensylvánské s plochou tornou a s jednostupňovým vypružením paralelně řazenými vinutými pružinami a listovými pružnicemi. Kývačkový podvozek s typickým H rámem se objevuje prvně u ř. T 444.0 (725) v roce 1959, tehdy ještě s pružinami nad ložiskovými skříněmi. U dalších lokomotiv pak byly použity už jen varianty tohoto podvozku lišící se uložením skříně na podvozku, typem motorů, převodem, umístěním pružin a tlumičů a dalšími detaily. Třínápravové podvozky s kyvnými rameny pro ř. T 678.0, T 679.0, T 669.0,1/770,771, ČME3 SŽD a další byly v ČKD vyráběny v prakticky nezměněné podobě v letech 1961–1992.

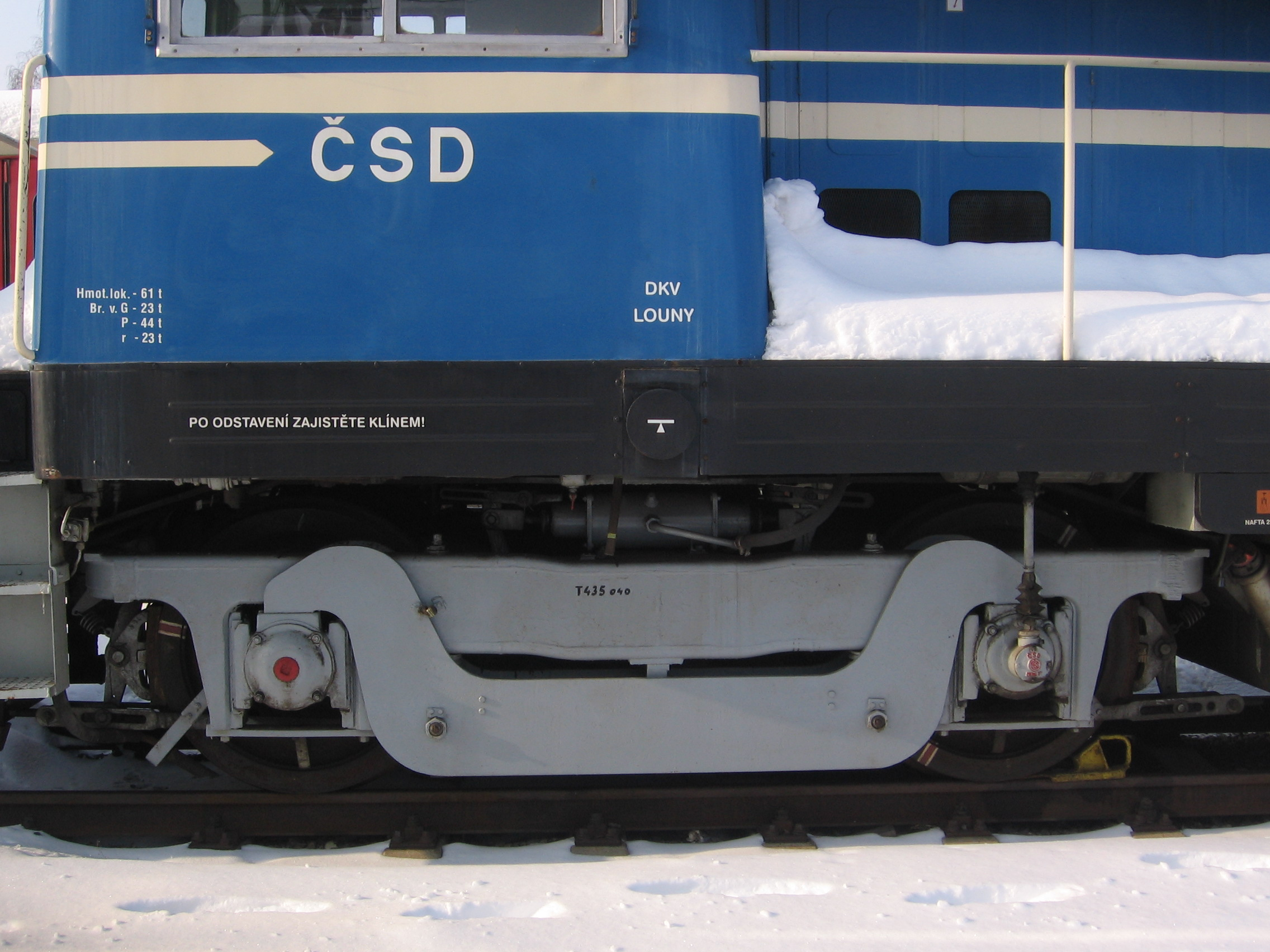
Pensylvánský podvozek u ř. T 435.0
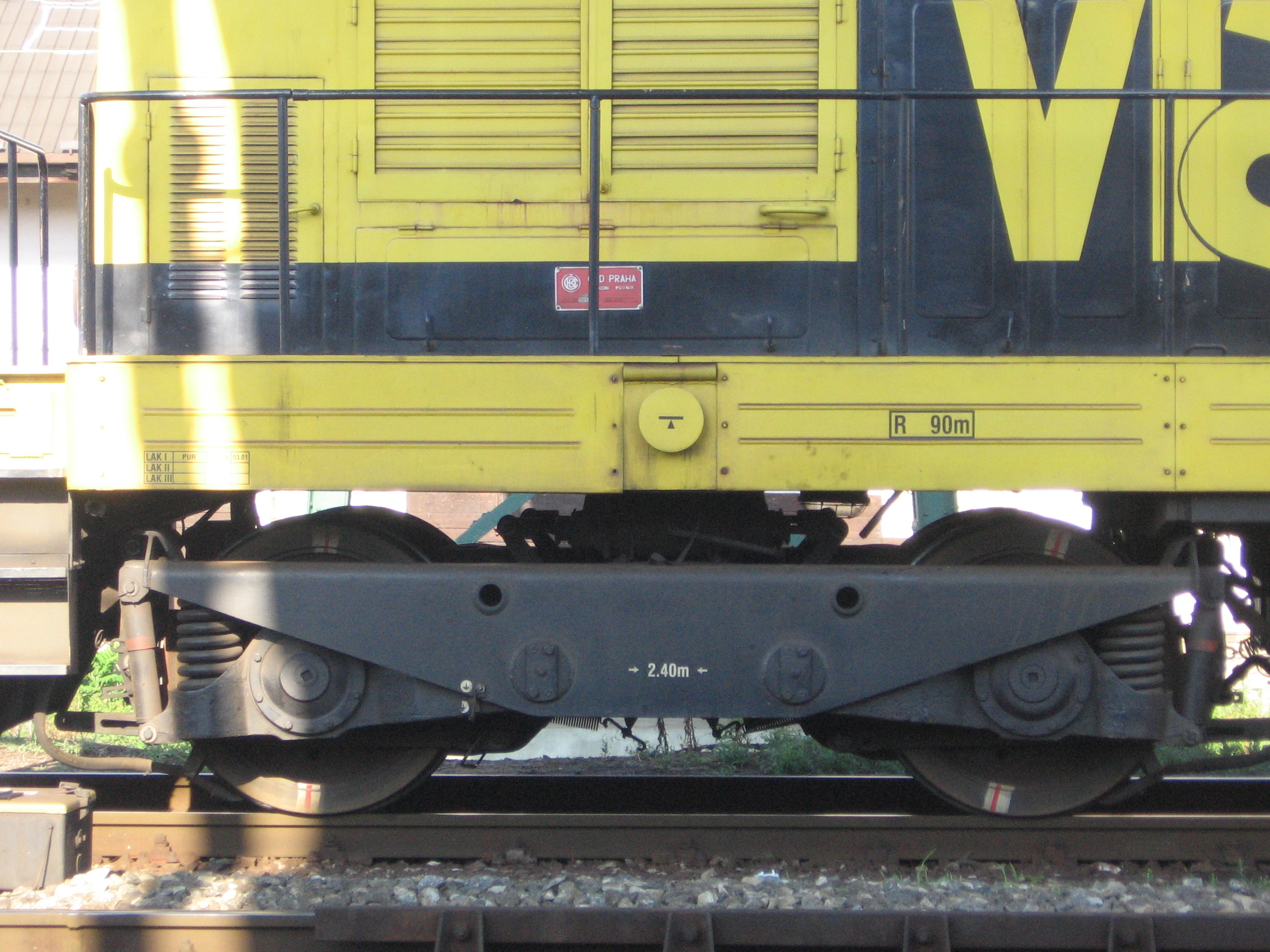
Kývačkový podvozek s plochou tornou u lokomotivy 720.567
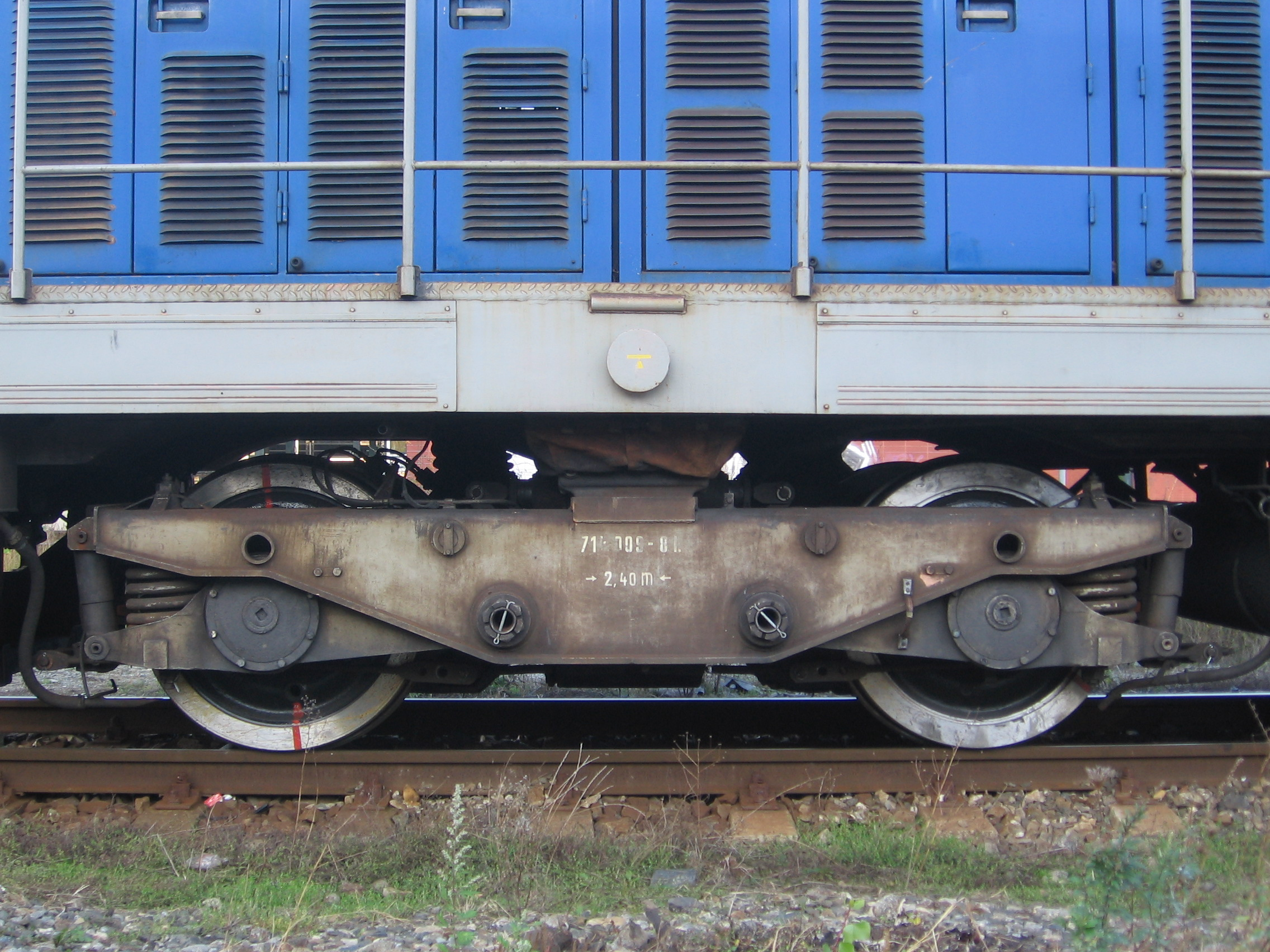
Podvozek s mazanými kluznicemi ř. T 466.0/735 (714)
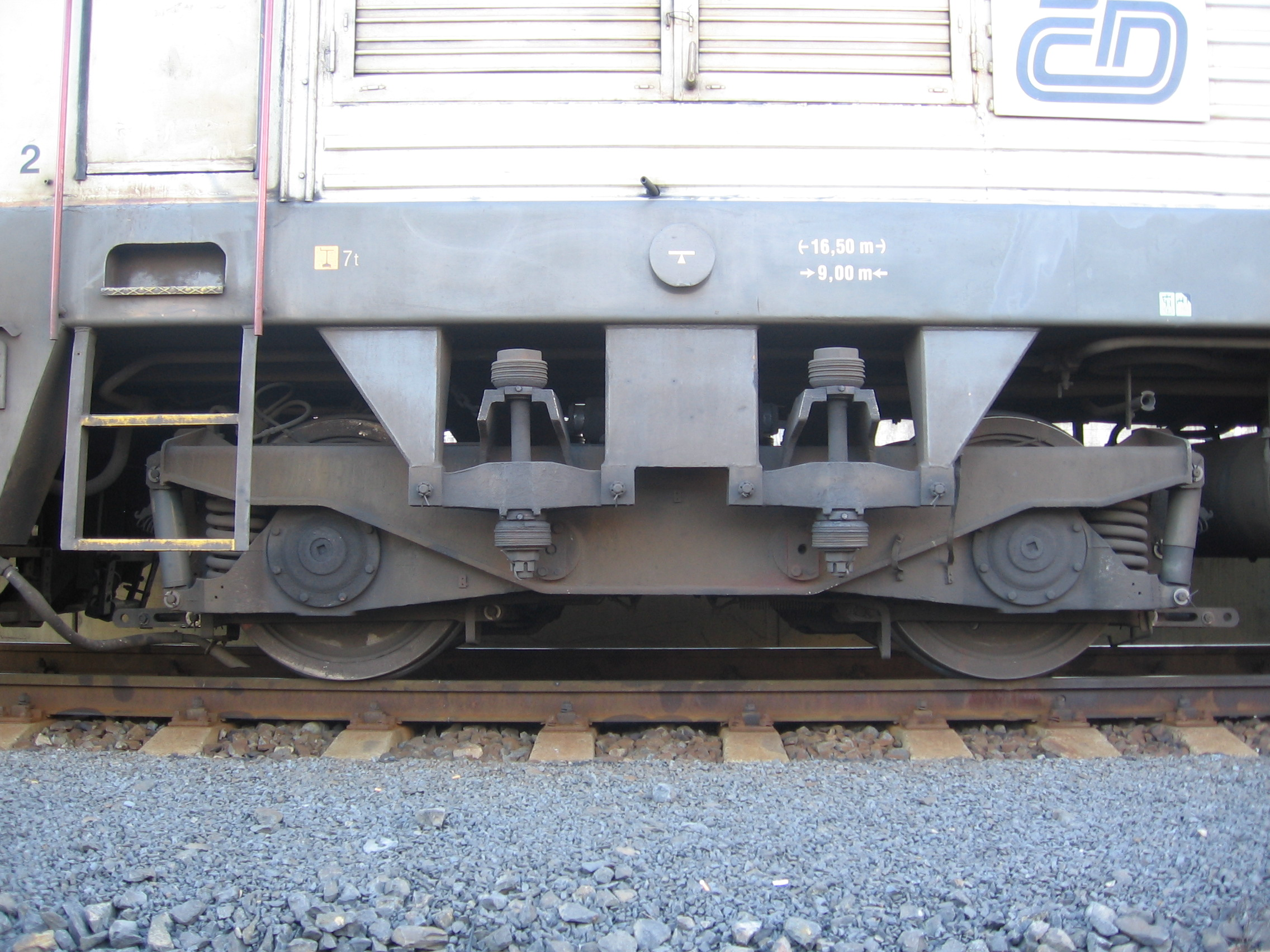
Podvozek se závěskami ř. T 478.1/751 (749)
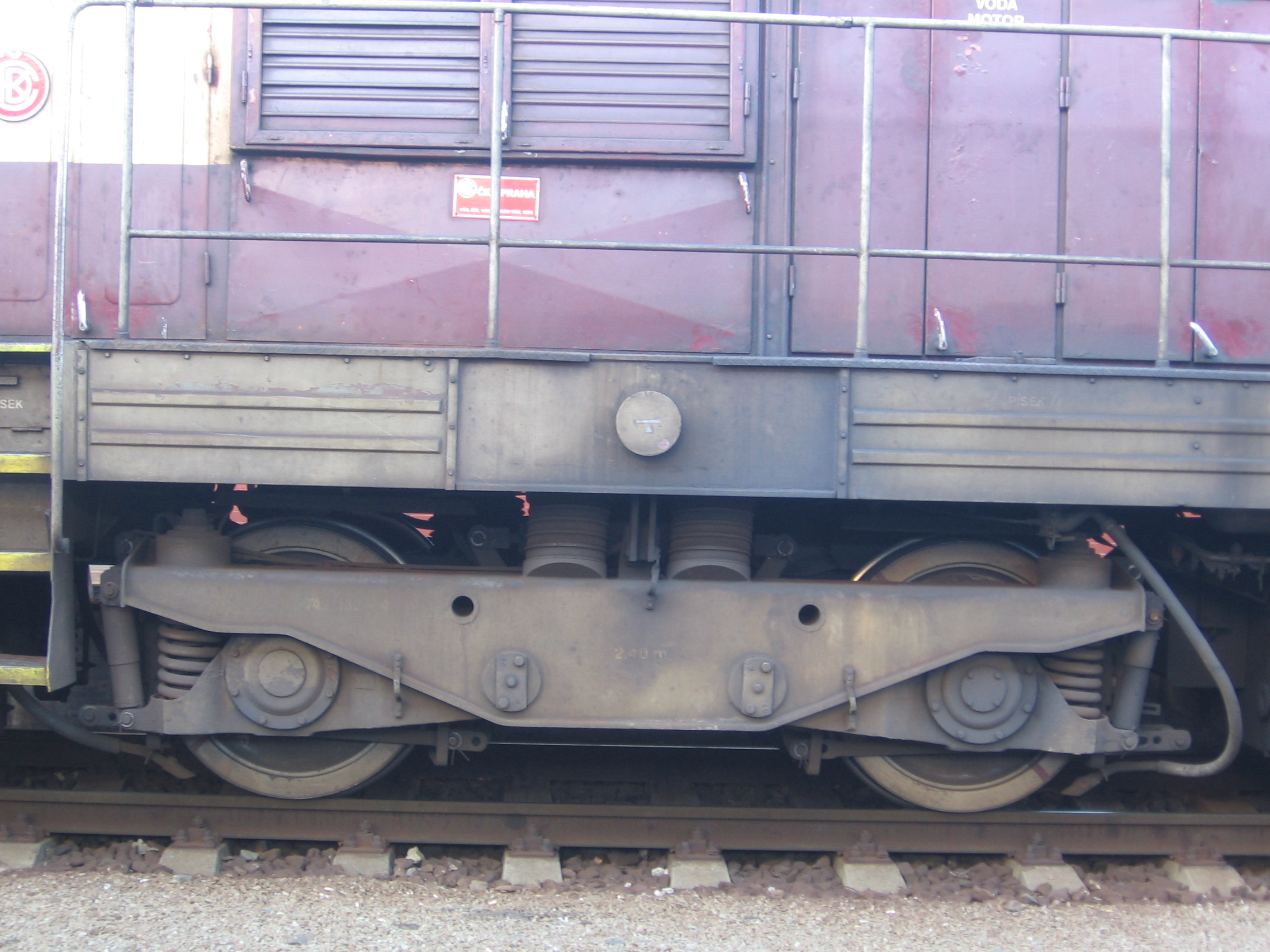
Podvozek s pryžokovovými sloupky ř. T 466.2/742
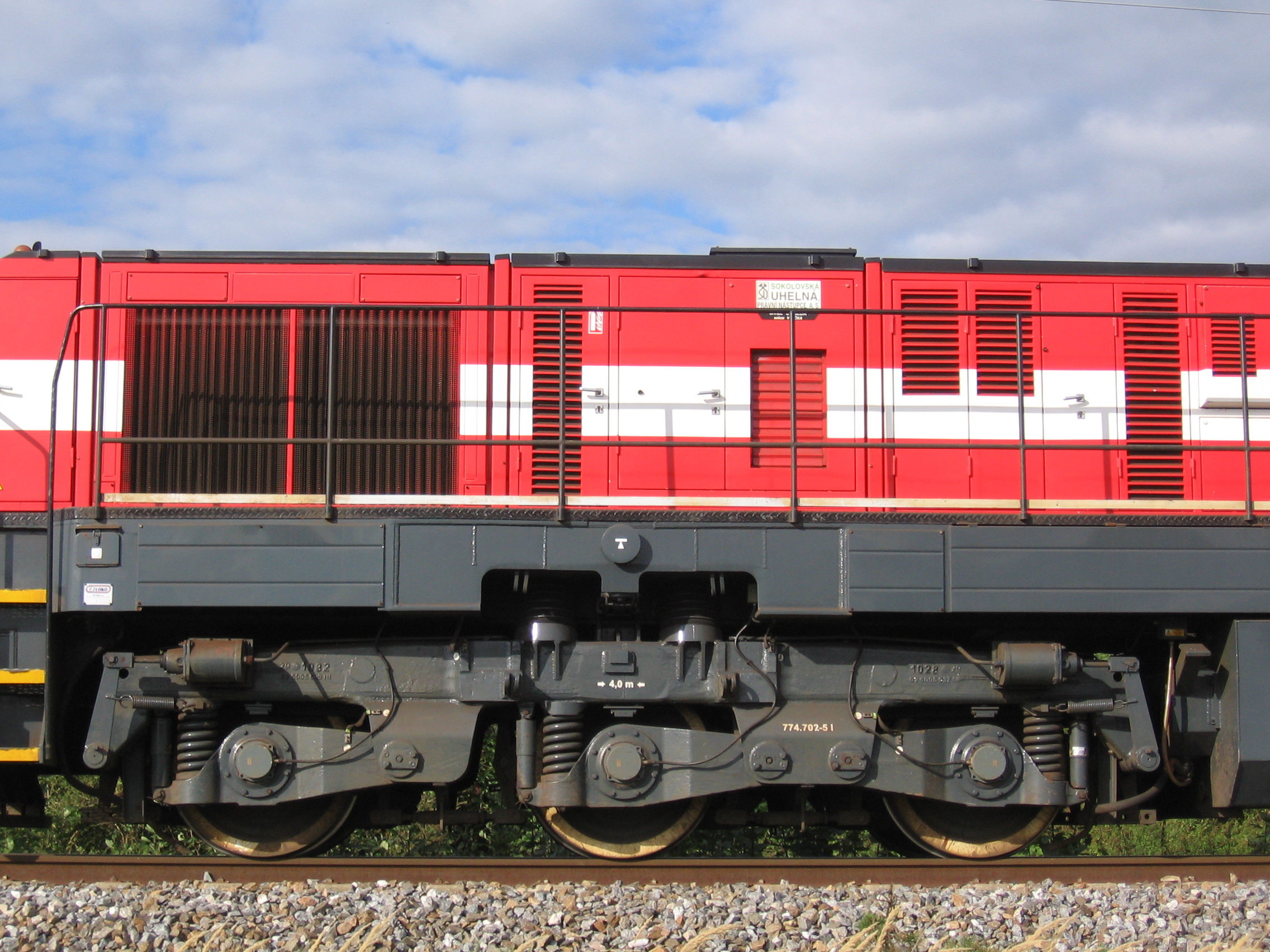
Třínápravový podvozek ř. T 669.0/770, zde na rekonstruované lokomotivě s novou řadou 774

#### Škoda

##### 1. generace
Podvozky 1. generace lokomotiv se dělí na dvě základní, odlišné skupiny – podvozky stejnosměrných lokomotiv, reprezentované řadami 140 (dvounápravové podvozky) a 180 (třínápravové podvozky), a podvozky střídavých lokomotiv, opět ve dvounápravové variantě (řada 230) a třínápravové (řada S 699.0).
Stejnosměrné podvozky mají společné vedení dvojkolí trny, sekundární a ve většině případů i primární vypružení listovými pružnicemi, uložení skříně na šikmých závěskách a třecí, mazané kluznice mezi podvozkem a skříní a mezipodvozkovou vazbu. U dvounápravových podvozků jsou motory plně odpružené, s dutým hřídelem a přenosem kroutícího momentu přes lamelové spojky Sécheron. K přenosu podélných sil slouží otočný čep zasunutý do podvlečeného příčníku. Třínápravové podvozky mají tlapové motory s převodem na obou stranách motoru. Sekundární vypružení bylo později rekonstruováno s použitím vinutých pružin.
Podvozky střídavých lokomotiv mají vedení dvojkolí ojničkami Alsthom, primární vypružení párem vinutých pružin prostřednictvím nízko uloženého vahadla s čepem pod nápravovým ložiskem, pohon přes kloubovou spojku ŠKODA a podvozky bez mezipodvozkové vazby. U dvounápravových podvozků je použito listových pružnic a šikmých závěsek v sekundárním vypružení a k přenosu podélných sil slouží páry šikmých tyčí směřujících od podvozku ke středu, resp. za střed lokomotivy. Třínápravové podvozky jsou spojeny vazbou, skříň je uložena na čtyřech odpružených kluznicích na každém podvozku a otočný čep je příčně vypružený.

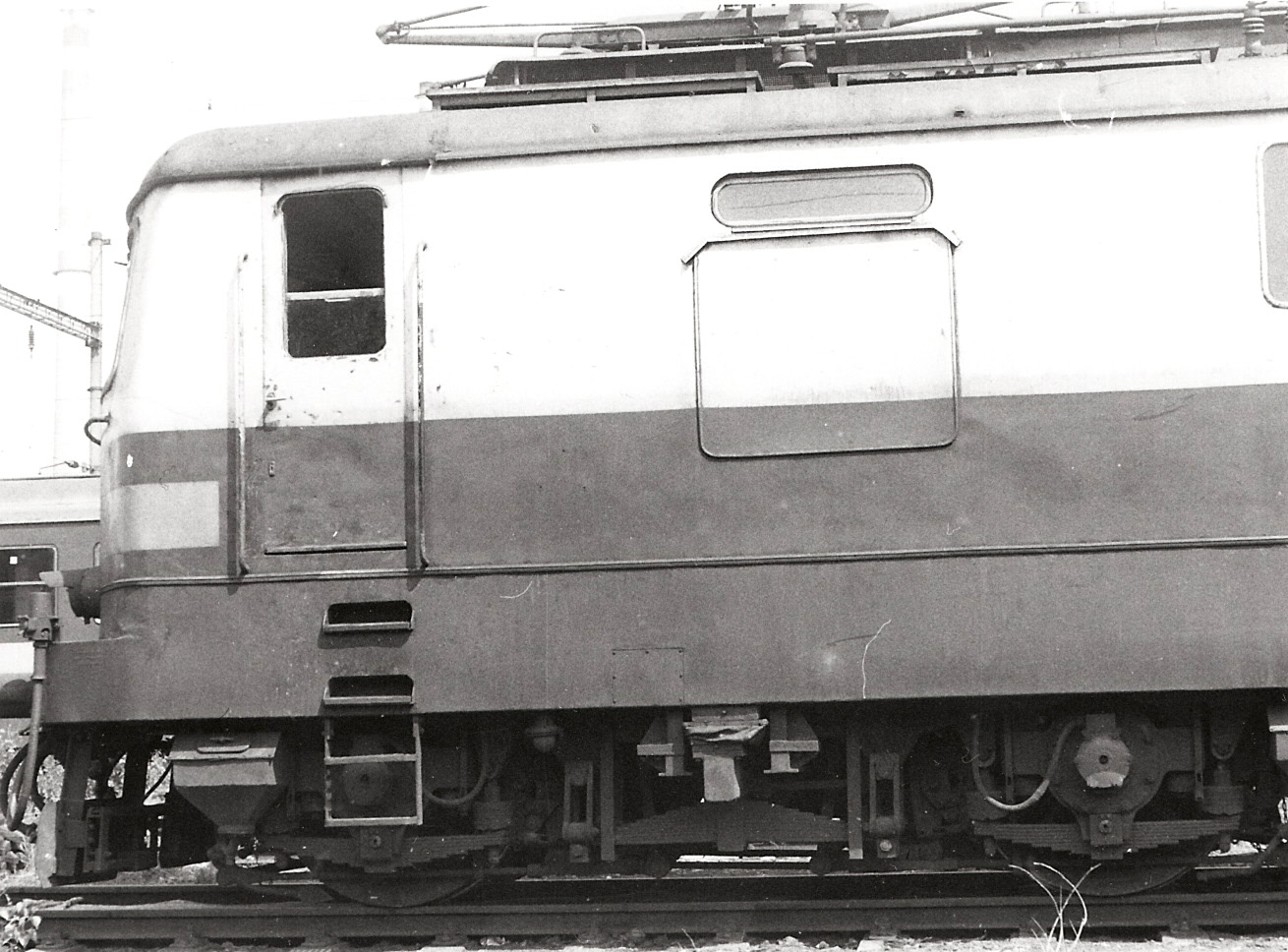
Podvozek ř. 141
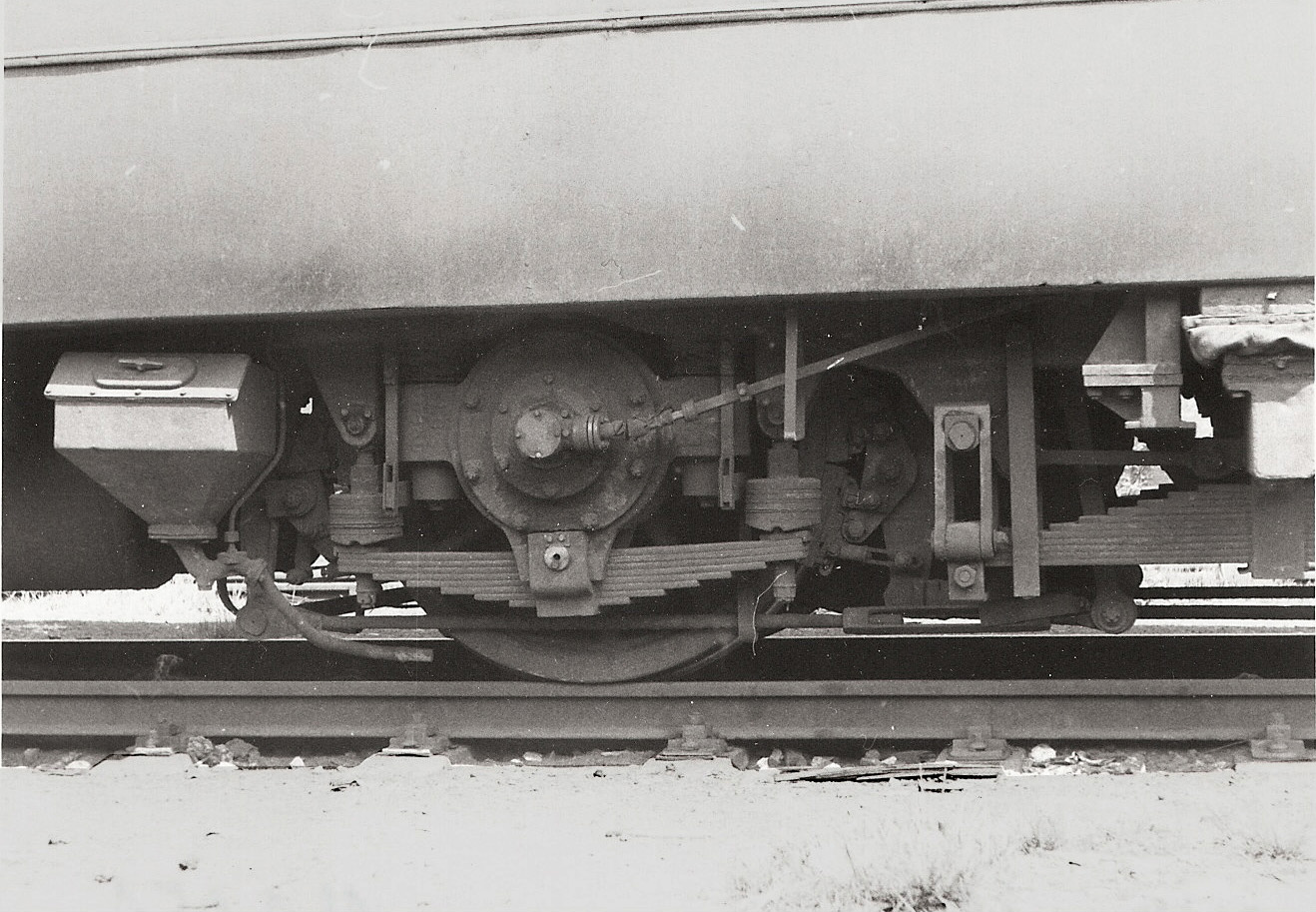
Podvozek ř. 141 - detail prim. vypružení a vedení dvojkolí
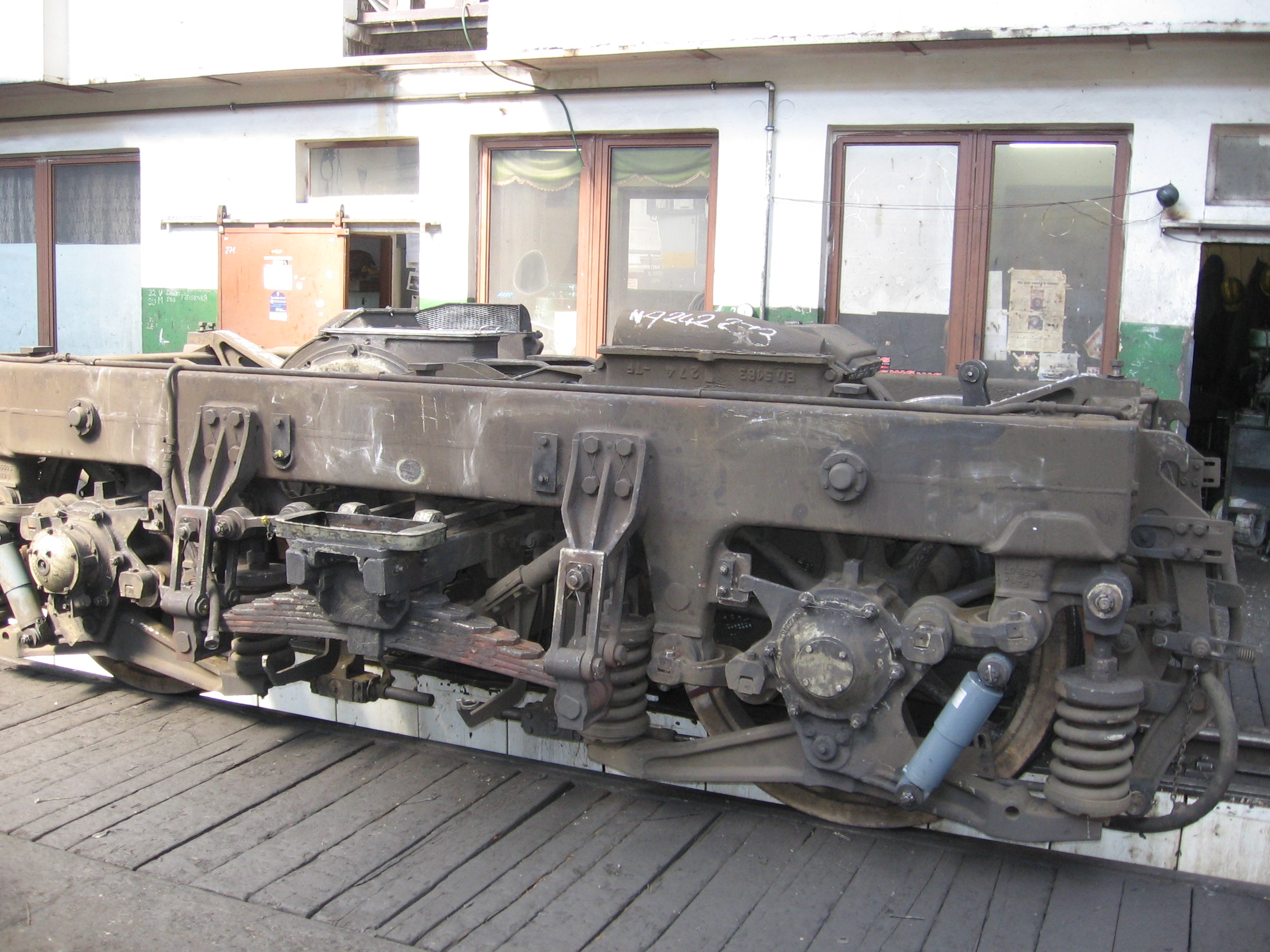
Podvozek ř. 242
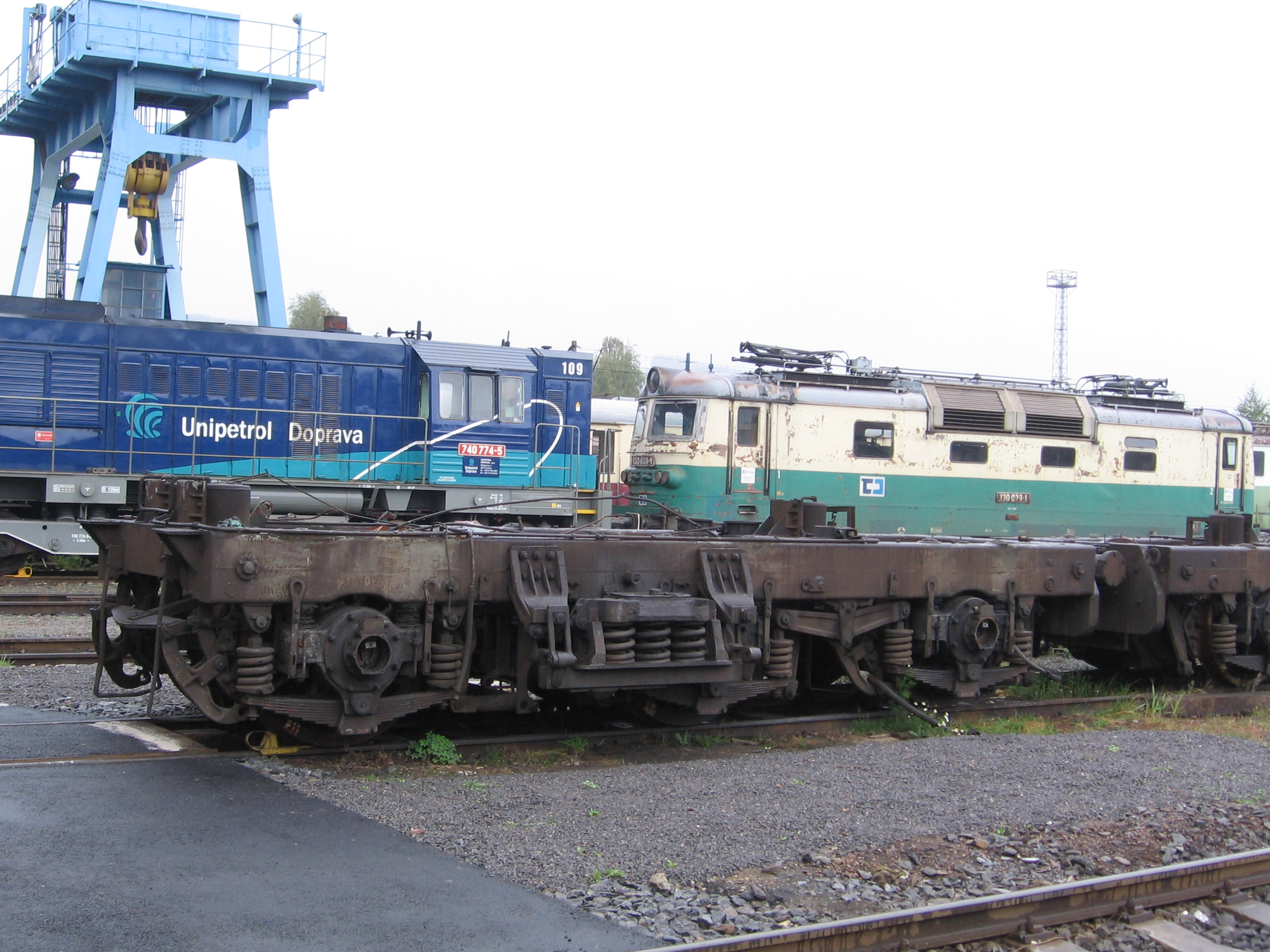
Podvozek ř. 181
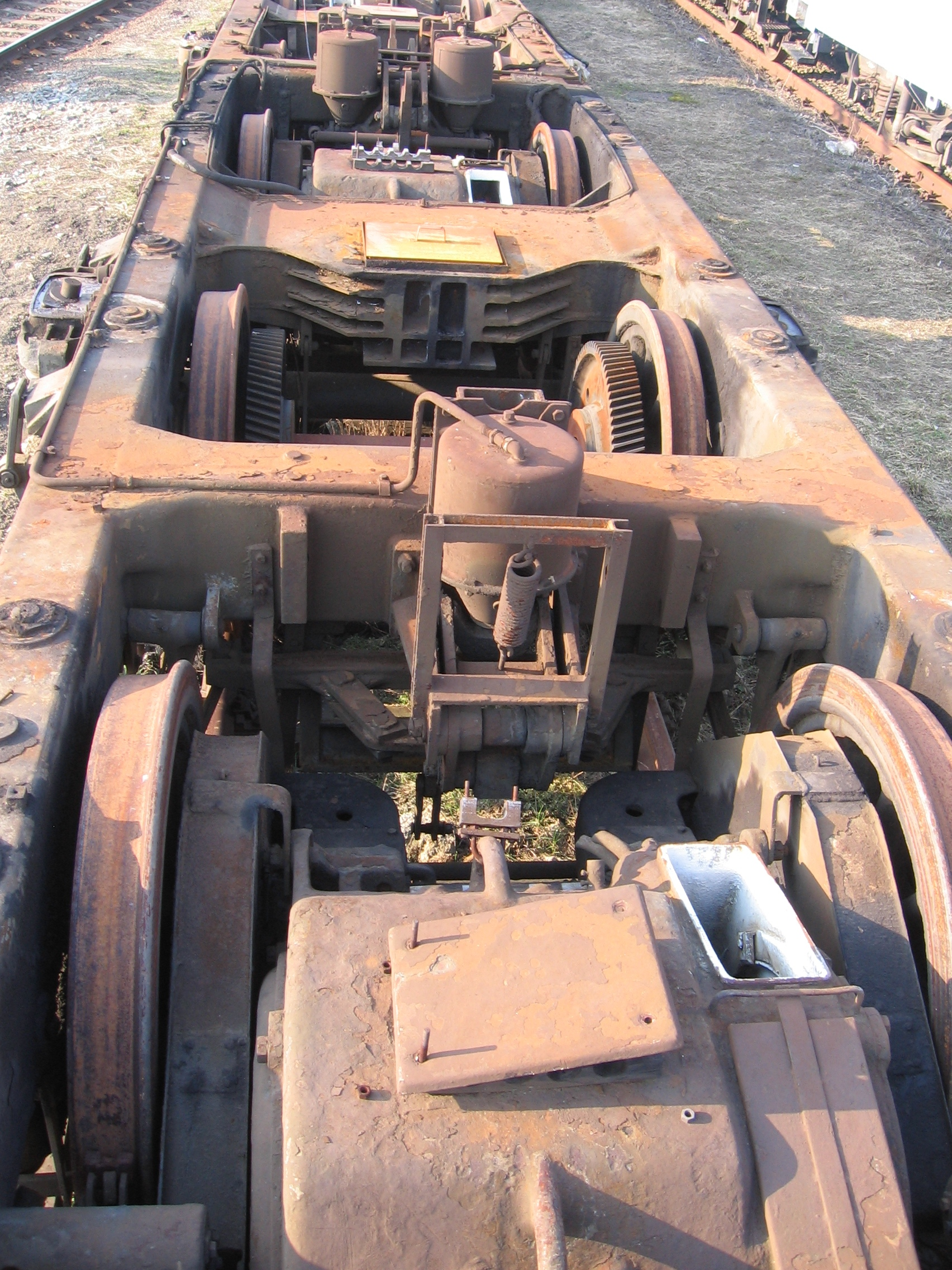
Podvozek ř. 181 - za 1. nápravou brzdový válec, za druhou zakrytý otvor pro otočný čep

##### 2. generace
Vývoj podvozků 2. generace byl zahájen již v roce 1972. Pro urychlení získání výsledků byly podvozky zavázány pod lokomotivu E 469.3030 (124.601). Podvozky byly prvně použity u dvousystémové lokomotivy řady 350 (resp. u souběžně vyráběného typu ČS200 pro SSSR) a dále zejména u řad E 479.0, 163, 363 a dalších.
Rám podvozku je obdélníkového půdorysu, tvořený skříňovými nosníky, svařený z plechů a odlitků. Vedení dvojkolí je provedeno opět čepy, oba stupně vypružení jsou tvořeny vinutými pružinami. Opět je použit podvlečený příčník. V podvozku jsou použity svislé a příčné hydraulické tlumiče. Motor je uložen v rámu podvozku a k přenosu kroutícího momentu slouží kloubový hřídel. Dvojkolí jsou brzděna jednostranně brzdovými jednotkami s litinovými špalíky (s výjimkou řady 151). Kromě řad 350, 150 a 372 byly z výroby podvozky spojeny mezipodvozkovou vazbou.

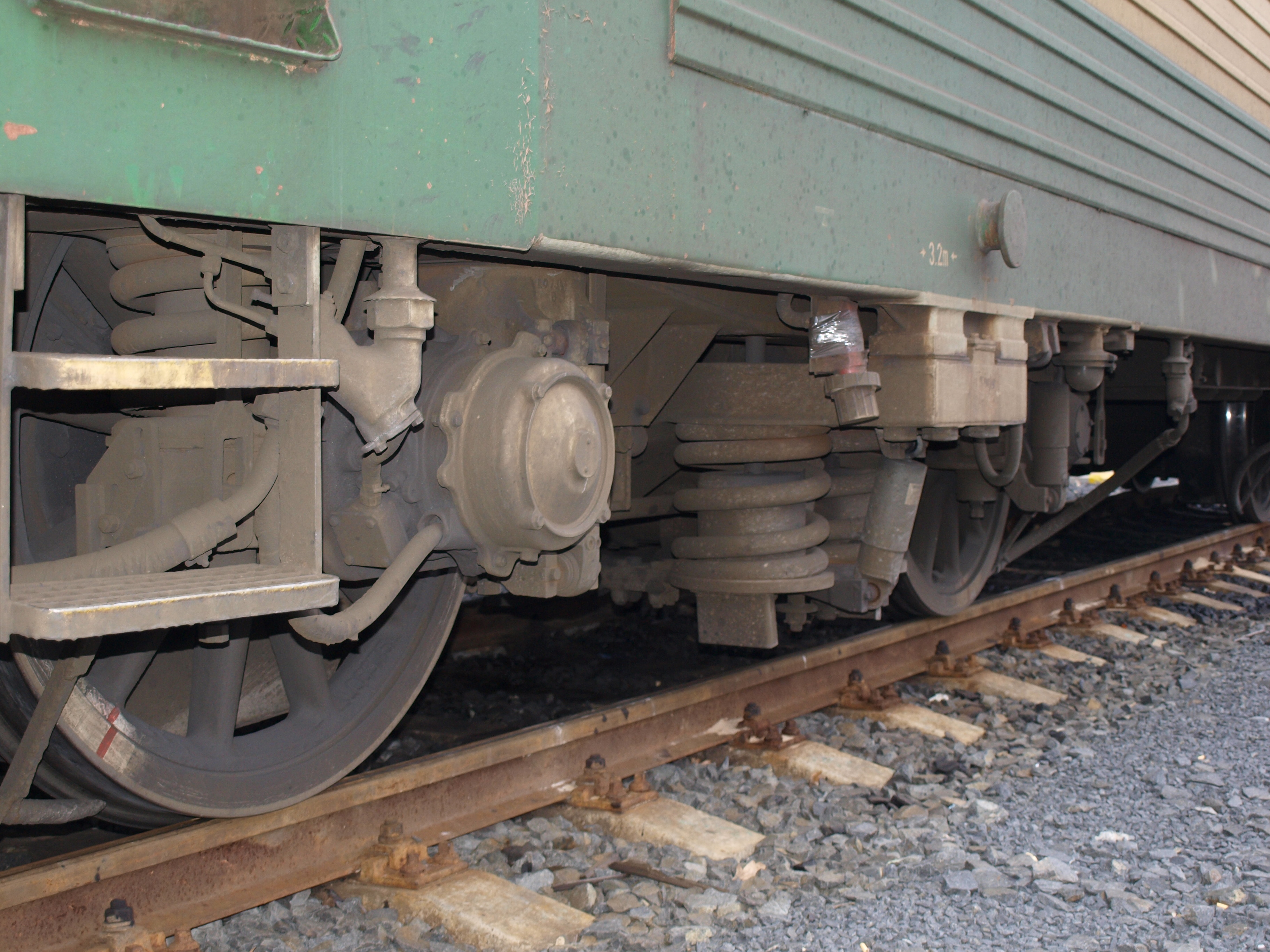
Podvozek ř. 163
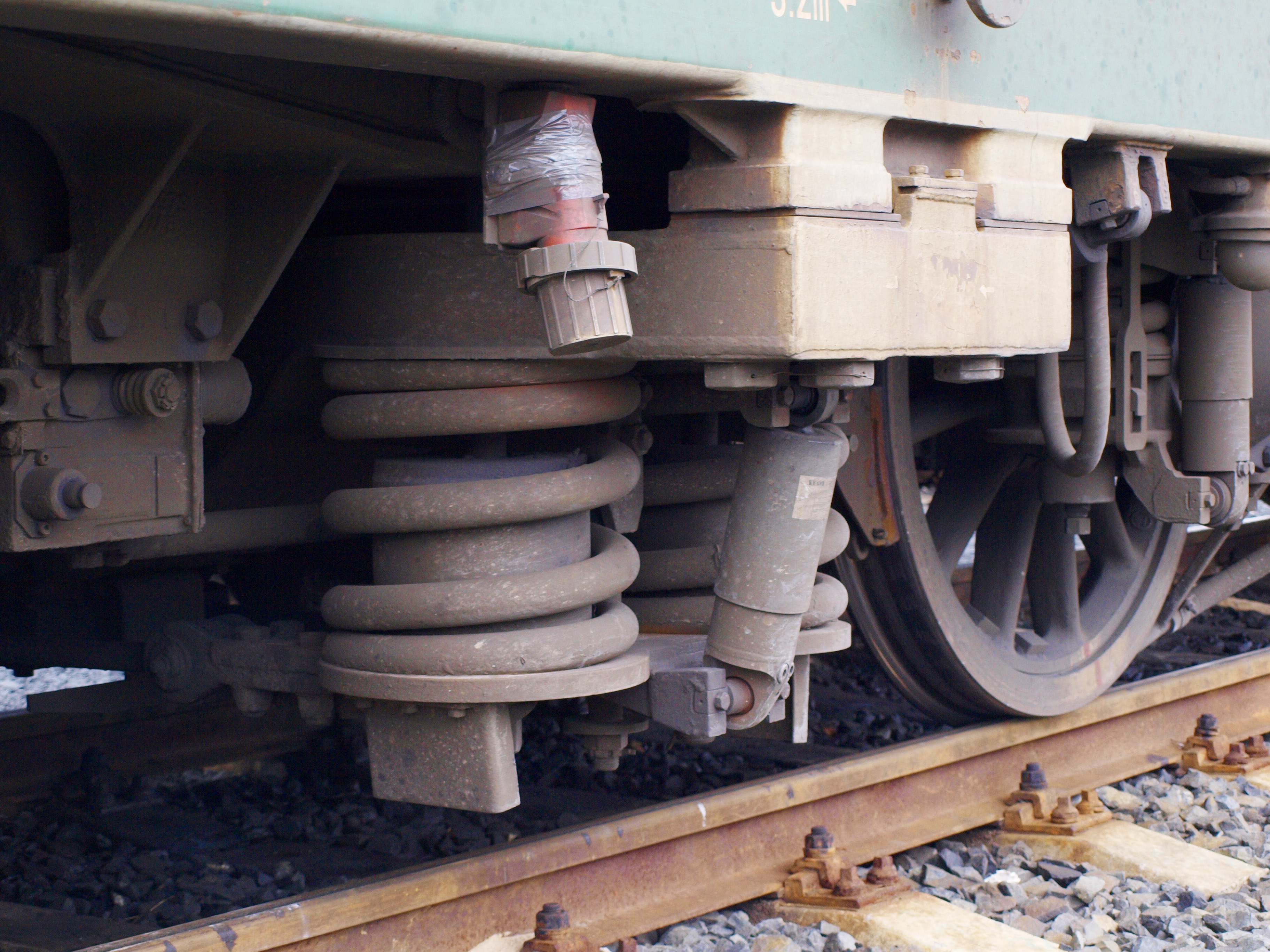
Detail podvlečeného příčníku a sekundárního vypružení
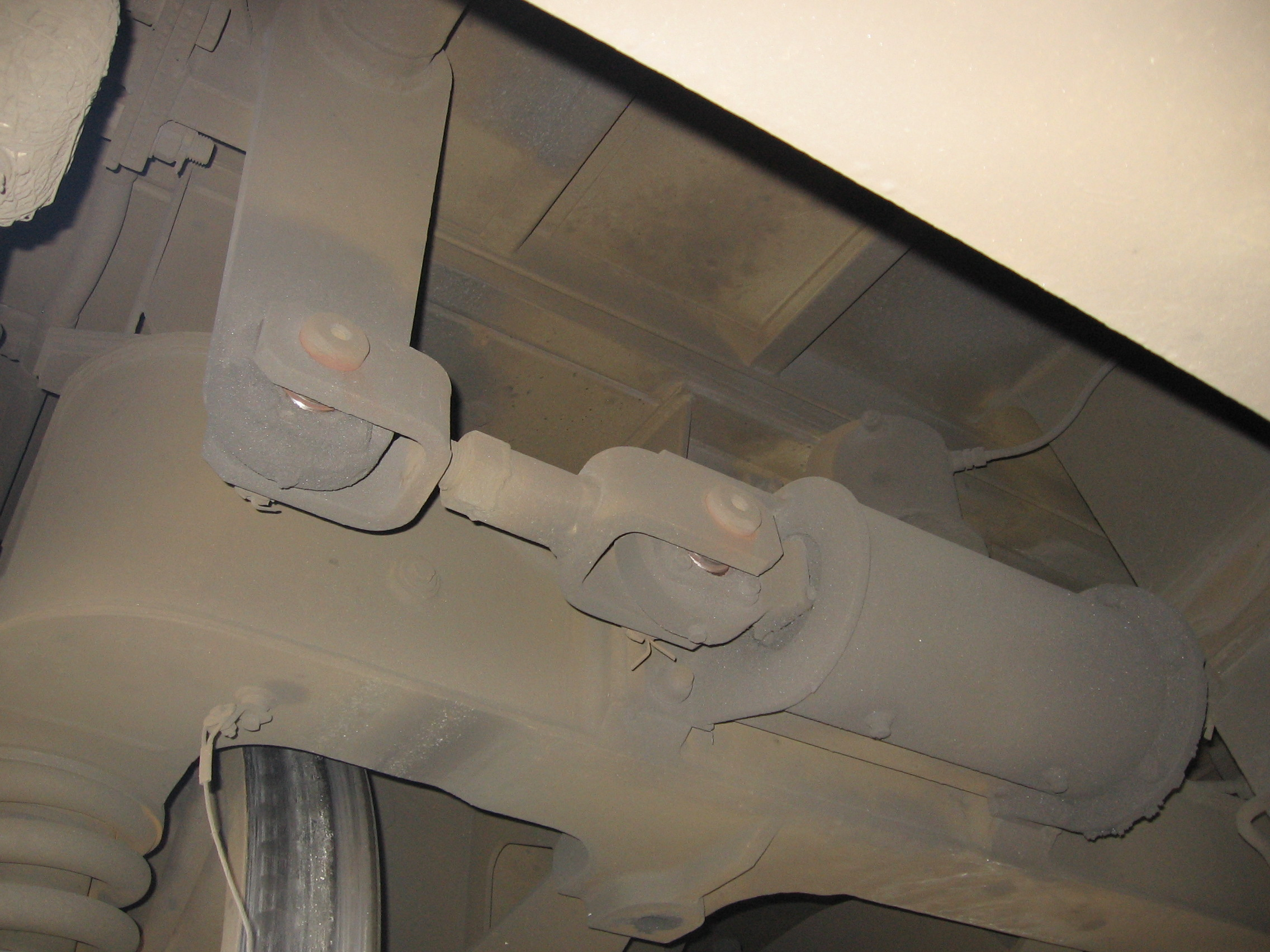
Pružný člen mezipodvozkové vazby a její hřídel u podélníku rámu